# Coupe du monde de football 1998
Navigation
États-Unis 1994 Corée du Sud-Japon 2002
La Coupe du monde de football 1998 est la seizième édition de la Coupe du monde de football et se déroule en France du 10 juin au 12 juillet 1998.
C'est la seconde fois que la France organise la Coupe du monde après 1938. Il s'agit du premier Mondial à réunir trente-deux équipes en phase finale.
Un tournoi amical, le Tournoi de France, est disputé en 1997 en guise de préparation à l'organisation de l'événement. 
Le début de cette Coupe du monde est endeuillé par la disparition de Fernand Sastre, coprésident (avec Michel Platini) du comité d'organisation de la compétition, qui meurt d'un cancer le matin du 13 juin 1998.
Le parcours de l'équipe de France, vers le titre à domicile n'est pas des plus aisés : les Bleus, premiers de leur groupe à l'issue du premier tour avec trois victoires, battent le Paraguay 1-0 en huitièmes de finale sur un but en or marqué en prolongations par Laurent Blanc, ils éliminent ensuite l'Italie aux tirs au but (4-3) au terme d'un match au score vierge puis viennent à bout de la Croatie en demi-finale grâce au plus improbable des buteurs : le défenseur Lilian Thuram qui marque à deux reprises pour la seule fois de sa longue carrière internationale (2-1). 
Au cours de la finale face aux tenants du titre brésiliens, qualifiés de leur côté contre les Pays-Bas (1-1 après prolongation, 4-2 aux tirs au but), Zinédine Zidane marque deux buts de la tête sur corner en première mi-temps puis Emmanuel Petit parachève le score (3-0) en fin de match alors que la France joue à dix après l'expulsion de Marcel Desailly. 
Le soir, sur les Champs-Élysées, un million et demi de personnes fêtent la grande victoire des Bleus.
La Croatie termine sur le podium en battant les Pays-Bas 2-1 lors de la « petite finale », avec notamment le 6e but dans le tournoi de Davor Šuker qui termine soulier d'or.

## Préparation de l'évènement

### Candidatures et choix du pays organisateur
En janvier 1991, les fédérations de football de sept pays se portent officiellement candidates à l'organisation de la Coupe du monde de 1998 auprès de la Fédération internationale de football association (FIFA). Il s'agit des fédérations de l'Angleterre, du Brésil, du Chili, de la France, de l'Inde, du Maroc, du Portugal et de la Suisse,. Quatre pays se retirent de sorte qu'en septembre 1991 seuls la France, le Maroc et la Suisse sont encore postulants. Ces trois candidatures sont examinées jusqu'en avril 1992 par une commission d'évaluation de la FIFA.
La désignation du pays hôte a lieu le 2 juillet 1992 au siège de la FIFA à Zurich et est retransmise en direct sur TF1 et Canal+. Le comité exécutif de la FIFA attribue l'organisation de l'événement à la France, qui obtient au premier tour douze voix contre sept en faveur du Maroc,,.
| Fédérations candidates | Nombre de voix |
| ---------------------- | -------------- |
| France                 | 12             |
| Maroc                  | 7              |
| Suisse                 | –              |

Logo de la candidature française

La candidature française prend son origine le 21 juillet 1983. Le président de la Fédération française de football (FFF) Fernand Sastre signifie à la FIFA l'intention de la France d'organiser à nouveau la Coupe du monde de football en 1990 après avoir déjà accueilli le tournoi en 1938. Si la Fédération italienne de football devait également postuler pour la Coupe du monde de 1990, la fédération française prévoit de reporter sa candidature pour le tournoi 1998. L'Italie étant finalement sur les rangs, la France se retire de processus de désignation pour 1990,. En novembre 1986 le nouveau président de la FFF, Jean Fournet-Fayard, se déclare « prêt à constituer un dossier de candidature » pour l'édition 1998 du mondial. Le président de la République François Mitterrand rend officielle la candidature française le 26 janvier 1989 par un courrier à la FIFA. Cette même année, un comité de candidature est créé par la Fédération française de football. Le slogan de la candidature française est (en) « All of France wants the World Cup » (« La France entière veut la Coupe du monde »).
L'idée d'une candidature marocaine à l'organisation de la Coupe du monde remonte également à 1983 et provient du président du club du Wydad AC Abderrazak Mekouar. Le projet apparaît tout d'abord déraisonnable mais est soutenu par le Roi du Maroc Hassan II dès qu'il en prend connaissance. La Fédération royale marocaine de football (FRMF) postule pour la première fois à l'organisation de la Coupe du monde de 1994, où elle perd face aux États-Unis et en devançant le Brésil. À la suite de cette première tentative, le ministre de la Jeunesse et des Sports Abdellatif Semlali remonte un deuxième dossier de candidature pour la Coupe du monde 1998,.

### Comité d'organisation
L'organisation de la Coupe du monde de 1998 est déléguée par la FIFA à la Fédération française de football. La FFF crée le 10 novembre 1992 le Comité français d'organisation (CFO) pour s'occuper de tous les aspects de l'événement. Le CFO est dirigé par deux coprésidents : Fernand Sastre, ancien président de la FFF et initiateur de la candidature française, et Michel Platini, champion d'Europe 1984,,.
Une commission de la FIFA est chargée de faire le lien entre le Comité français d'organisation et la FIFA. Cette commission est présidée par Lennart Johansson, également président de l'UEFA de 1990 à 2007. Son vice-président est l'Argentin Julio Grondona, également vice-président de la FIFA.

### Tournoi de France
Un tournoi amical, le Tournoi de France, est disputé en France du 3 au 11 juin 1997 en guise de préparation à la Coupe du monde qui a lieu un an plus tard. Les quatre équipes participant à ce tournoi sont l'Angleterre, le Brésil, la France et l'Italie. Le tournoi se déroulait sous la forme d'une poule unique, chaque équipe disputant trois matchs et l'équipe terminant en tête remportant le tournoi. C'est l'équipe d'Angleterre qui remporta le tournoi grâce à deux victoires contre l'Italie et la France et malgré une défaite contre le Brésil.

### Stades
Les investissements dans les stades de la Coupe du monde 1998 se montent à 600 millions d'euros. La construction du Stade de France nécessite 420 millions d'euros. Les neuf autres stades sont rénovés pour la somme de 180 millions d'euros.
Le Stade de France n'ayant aucun club de football résident, la répartition de ces investissements ne permet pas réellement aux clubs de football français de se doter de stades modernes en comparaison avec la Coupe du monde 2006. Le Mondial 2006 en Allemagne profite en effet bien plus aux clubs de football allemands : 1,5 milliard d'euros y sont investis pour rénover ou construire douze stades, dont onze sont utilisés par un club.
| Saint-Denis                       | Marseille | Paris | Lyon |
| --------------------------------- | --- | --- | --- |
| Stade de France                   | Stade Vélodrome | Parc des Princes | Stade de Gerland |
| 48° 55′ 28″ N, 2° 21′ 36″ E       | 43° 16′ 11″ N, 5° 23′ 45″ E | 48° 50′ 29″ N, 2° 15′ 11″ E | 45° 43′ 26″ N, 4° 49′ 56″ E |
| Capacité: 80 000                  | Capacité: 60 000 | Capacité: 48 275 | Capacité: 44 000 |
|                                   | | | |
| Lens                              | [[Fichier:France location map-Regions and departements-2016.svg\|475px\|{{#if:\|{{{alt}}}\|Coupe du monde de football 1998 est dans la page France.]]Saint-Denis Marseille Paris Lens Lyon Nantes Toulouse Saint-Étienne Bordeaux Montpellier Coupe du monde de football 1998 (France) | [[Fichier:France location map-Regions and departements-2016.svg\|475px\|{{#if:\|{{{alt}}}\|Coupe du monde de football 1998 est dans la page France.]]Saint-Denis Marseille Paris Lens Lyon Nantes Toulouse Saint-Étienne Bordeaux Montpellier Coupe du monde de football 1998 (France) | [[Fichier:France location map-Regions and departements-2016.svg\|475px\|{{#if:\|{{{alt}}}\|Coupe du monde de football 1998 est dans la page France.]]Saint-Denis Marseille Paris Lens Lyon Nantes Toulouse Saint-Étienne Bordeaux Montpellier Coupe du monde de football 1998 (France) |
| Stade Félix-Bollaert              | [[Fichier:France location map-Regions and departements-2016.svg\|475px\|{{#if:\|{{{alt}}}\|Coupe du monde de football 1998 est dans la page France.]]Saint-Denis Marseille Paris Lens Lyon Nantes Toulouse Saint-Étienne Bordeaux Montpellier Coupe du monde de football 1998 (France) | [[Fichier:France location map-Regions and departements-2016.svg\|475px\|{{#if:\|{{{alt}}}\|Coupe du monde de football 1998 est dans la page France.]]Saint-Denis Marseille Paris Lens Lyon Nantes Toulouse Saint-Étienne Bordeaux Montpellier Coupe du monde de football 1998 (France) | [[Fichier:France location map-Regions and departements-2016.svg\|475px\|{{#if:\|{{{alt}}}\|Coupe du monde de football 1998 est dans la page France.]]Saint-Denis Marseille Paris Lens Lyon Nantes Toulouse Saint-Étienne Bordeaux Montpellier Coupe du monde de football 1998 (France) |
| 50° 25′ 58,26″ N, 2° 48′ 53,47″ E | [[Fichier:France location map-Regions and departements-2016.svg\|475px\|{{#if:\|{{{alt}}}\|Coupe du monde de football 1998 est dans la page France.]]Saint-Denis Marseille Paris Lens Lyon Nantes Toulouse Saint-Étienne Bordeaux Montpellier Coupe du monde de football 1998 (France) | [[Fichier:France location map-Regions and departements-2016.svg\|475px\|{{#if:\|{{{alt}}}\|Coupe du monde de football 1998 est dans la page France.]]Saint-Denis Marseille Paris Lens Lyon Nantes Toulouse Saint-Étienne Bordeaux Montpellier Coupe du monde de football 1998 (France) | [[Fichier:France location map-Regions and departements-2016.svg\|475px\|{{#if:\|{{{alt}}}\|Coupe du monde de football 1998 est dans la page France.]]Saint-Denis Marseille Paris Lens Lyon Nantes Toulouse Saint-Étienne Bordeaux Montpellier Coupe du monde de football 1998 (France) |
| Capacité: 41 275                  | [[Fichier:France location map-Regions and departements-2016.svg\|475px\|{{#if:\|{{{alt}}}\|Coupe du monde de football 1998 est dans la page France.]]Saint-Denis Marseille Paris Lens Lyon Nantes Toulouse Saint-Étienne Bordeaux Montpellier Coupe du monde de football 1998 (France) | [[Fichier:France location map-Regions and departements-2016.svg\|475px\|{{#if:\|{{{alt}}}\|Coupe du monde de football 1998 est dans la page France.]]Saint-Denis Marseille Paris Lens Lyon Nantes Toulouse Saint-Étienne Bordeaux Montpellier Coupe du monde de football 1998 (France) | [[Fichier:France location map-Regions and departements-2016.svg\|475px\|{{#if:\|{{{alt}}}\|Coupe du monde de football 1998 est dans la page France.]]Saint-Denis Marseille Paris Lens Lyon Nantes Toulouse Saint-Étienne Bordeaux Montpellier Coupe du monde de football 1998 (France) |
|                                   | [[Fichier:France location map-Regions and departements-2016.svg\|475px\|{{#if:\|{{{alt}}}\|Coupe du monde de football 1998 est dans la page France.]]Saint-Denis Marseille Paris Lens Lyon Nantes Toulouse Saint-Étienne Bordeaux Montpellier Coupe du monde de football 1998 (France) | [[Fichier:France location map-Regions and departements-2016.svg\|475px\|{{#if:\|{{{alt}}}\|Coupe du monde de football 1998 est dans la page France.]]Saint-Denis Marseille Paris Lens Lyon Nantes Toulouse Saint-Étienne Bordeaux Montpellier Coupe du monde de football 1998 (France) | [[Fichier:France location map-Regions and departements-2016.svg\|475px\|{{#if:\|{{{alt}}}\|Coupe du monde de football 1998 est dans la page France.]]Saint-Denis Marseille Paris Lens Lyon Nantes Toulouse Saint-Étienne Bordeaux Montpellier Coupe du monde de football 1998 (France) |
| Nantes                            | [[Fichier:France location map-Regions and departements-2016.svg\|475px\|{{#if:\|{{{alt}}}\|Coupe du monde de football 1998 est dans la page France.]]Saint-Denis Marseille Paris Lens Lyon Nantes Toulouse Saint-Étienne Bordeaux Montpellier Coupe du monde de football 1998 (France) | [[Fichier:France location map-Regions and departements-2016.svg\|475px\|{{#if:\|{{{alt}}}\|Coupe du monde de football 1998 est dans la page France.]]Saint-Denis Marseille Paris Lens Lyon Nantes Toulouse Saint-Étienne Bordeaux Montpellier Coupe du monde de football 1998 (France) | [[Fichier:France location map-Regions and departements-2016.svg\|475px\|{{#if:\|{{{alt}}}\|Coupe du monde de football 1998 est dans la page France.]]Saint-Denis Marseille Paris Lens Lyon Nantes Toulouse Saint-Étienne Bordeaux Montpellier Coupe du monde de football 1998 (France) |
| Stade de la Beaujoire             | [[Fichier:France location map-Regions and departements-2016.svg\|475px\|{{#if:\|{{{alt}}}\|Coupe du monde de football 1998 est dans la page France.]]Saint-Denis Marseille Paris Lens Lyon Nantes Toulouse Saint-Étienne Bordeaux Montpellier Coupe du monde de football 1998 (France) | [[Fichier:France location map-Regions and departements-2016.svg\|475px\|{{#if:\|{{{alt}}}\|Coupe du monde de football 1998 est dans la page France.]]Saint-Denis Marseille Paris Lens Lyon Nantes Toulouse Saint-Étienne Bordeaux Montpellier Coupe du monde de football 1998 (France) | [[Fichier:France location map-Regions and departements-2016.svg\|475px\|{{#if:\|{{{alt}}}\|Coupe du monde de football 1998 est dans la page France.]]Saint-Denis Marseille Paris Lens Lyon Nantes Toulouse Saint-Étienne Bordeaux Montpellier Coupe du monde de football 1998 (France) |
| 47° 15′ 20,27″ N, 1° 31′ 31,35″ O | [[Fichier:France location map-Regions and departements-2016.svg\|475px\|{{#if:\|{{{alt}}}\|Coupe du monde de football 1998 est dans la page France.]]Saint-Denis Marseille Paris Lens Lyon Nantes Toulouse Saint-Étienne Bordeaux Montpellier Coupe du monde de football 1998 (France) | [[Fichier:France location map-Regions and departements-2016.svg\|475px\|{{#if:\|{{{alt}}}\|Coupe du monde de football 1998 est dans la page France.]]Saint-Denis Marseille Paris Lens Lyon Nantes Toulouse Saint-Étienne Bordeaux Montpellier Coupe du monde de football 1998 (France) | [[Fichier:France location map-Regions and departements-2016.svg\|475px\|{{#if:\|{{{alt}}}\|Coupe du monde de football 1998 est dans la page France.]]Saint-Denis Marseille Paris Lens Lyon Nantes Toulouse Saint-Étienne Bordeaux Montpellier Coupe du monde de football 1998 (France) |
| Capacité: 38 500                  | [[Fichier:France location map-Regions and departements-2016.svg\|475px\|{{#if:\|{{{alt}}}\|Coupe du monde de football 1998 est dans la page France.]]Saint-Denis Marseille Paris Lens Lyon Nantes Toulouse Saint-Étienne Bordeaux Montpellier Coupe du monde de football 1998 (France) | [[Fichier:France location map-Regions and departements-2016.svg\|475px\|{{#if:\|{{{alt}}}\|Coupe du monde de football 1998 est dans la page France.]]Saint-Denis Marseille Paris Lens Lyon Nantes Toulouse Saint-Étienne Bordeaux Montpellier Coupe du monde de football 1998 (France) | [[Fichier:France location map-Regions and departements-2016.svg\|475px\|{{#if:\|{{{alt}}}\|Coupe du monde de football 1998 est dans la page France.]]Saint-Denis Marseille Paris Lens Lyon Nantes Toulouse Saint-Étienne Bordeaux Montpellier Coupe du monde de football 1998 (France) |
|                                   | [[Fichier:France location map-Regions and departements-2016.svg\|475px\|{{#if:\|{{{alt}}}\|Coupe du monde de football 1998 est dans la page France.]]Saint-Denis Marseille Paris Lens Lyon Nantes Toulouse Saint-Étienne Bordeaux Montpellier Coupe du monde de football 1998 (France) | [[Fichier:France location map-Regions and departements-2016.svg\|475px\|{{#if:\|{{{alt}}}\|Coupe du monde de football 1998 est dans la page France.]]Saint-Denis Marseille Paris Lens Lyon Nantes Toulouse Saint-Étienne Bordeaux Montpellier Coupe du monde de football 1998 (France) | [[Fichier:France location map-Regions and departements-2016.svg\|475px\|{{#if:\|{{{alt}}}\|Coupe du monde de football 1998 est dans la page France.]]Saint-Denis Marseille Paris Lens Lyon Nantes Toulouse Saint-Étienne Bordeaux Montpellier Coupe du monde de football 1998 (France) |
| Toulouse                          | Saint-Étienne | Bordeaux | Montpellier |
| Stadium de Toulouse               | Stade Geoffroy-Guichard | Parc Lescure | Stade de la Mosson |
| 43° 34′ 59,93″ N, 1° 26′ 02,57″ E | 45° 27′ 38,76″ N, 4° 23′ 24,42″ E | 44° 49′ 45″ N, 0° 35′ 52″ O | 43° 37′ 19,85″ N, 3° 48′ 43,28″ E |
| Capacité: 36 500                  | Capacité: 36 000 | Capacité: 34 500 | Capacité: 35 500 |
|                                   | | | |

## Acteurs de la Coupe du monde

### Équipes qualifiées
Les 174 équipes voulant concourir à la Coupe du monde doivent tout d'abord passer par une phase qualificative, à l'exception de deux équipes nationales : la France est automatiquement qualifiée en tant que pays organisateur et le Brésil en tant que champion du monde en titre. Chaque confédération continentale organise une compétition qualificative propre. Le nombre d'équipes qualifiées dans chaque confédération est défini à l'avance :
- Union des associations européennes de football (UEFA) : 15 places pour 52 équipes, dont une automatiquement attribuée à la France en tant que pays organisateur ;
- Confédération sud-américaine de football (CONMEBOL) : 5 places, pour 10 équipes, dont une attribuée au Brésil en tant que champion du monde ;
- Confédération de football d'Amérique du Nord, d'Amérique centrale et des Caraïbes (CONCACAF) : 3 places pour 30 équipes ;
- Confédération africaine de football (CAF) : 5 places pour 36 équipes ;
- Confédération asiatique de football (AFC) : 3 ou 4 places pour 36 équipes ;
- Confédération du football d'Océanie (OFC) : 0 ou 1 place pour 10 équipes.

Le nombre définitif de places allouées à l'AFC et à l'OFC dépend du résultat du barrage intercontinental entre deux représentants de ces zones, le vainqueur de ce barrage étant qualifié pour la Coupe du monde.
Le tirage au sort de la phase qualificative se tient au Carrousel du Louvre à Paris le 12 décembre 1995,. La compétition se déroule du 1er mars 1996 au 16 novembre 1997 et permet, outre la France et le Brésil, à 3 équipes nord-américaines, 4 sud-américaines, 14 européennes, 5 africaines et 4 asiatiques d'obtenir leur place pour la Coupe du monde 1998. Aucune équipe d'Océanie ne parvient à se qualifier.
Quatre sélections obtiennent pour la première fois le droit de participer au mondial : l'Afrique du Sud, la Croatie (les joueurs croates participaient auparavant au sein de la Yougoslavie), la Jamaïque et le Japon. En outre, il s'agit de la dernière qualification pour une Coupe du monde d'une équipe dénommée Yougoslavie mais ne rassemblant que des joueurs serbes et monténégrins (le pays sera renommé Serbie-et-Monténégro en 2003). Parmi les surprises figurent les éliminations de la Suède, troisième au mondial américain de 1994, de la République tchèque, finaliste au Championnat d'Europe de football 1996, ainsi que de l'Uruguay, du Portugal et de la Russie.
| Carte                                          | Europe (UEFA) 15 places dont une au pays hôte | Amérique du Sud (CONMEBOL) 5 places dont une au champion en titre                            | Afrique (CAF) 5 places                                                                         |
| ---------------------------------------------- | --- | -------------------------------------------------------------------------------------------- | ---------------------------------------------------------------------------------------------- |
| Équipes qualifiées pour la Coupe du monde 1998 | - Allemagne : 14e phase finale - Angleterre : 10e - Autriche : 7e - Belgique : 10e - Bulgarie : 7e - Croatie : 1re - Danemark : 2e - Écosse : 8e - Espagne : 10e - France PO : 10e - Italie : 14e - Norvège : 3e - Pays-Bas : 7e - Roumanie : 7e - Yougoslavie : 9e | - Argentine : 12e phase finale - Brésil T : 16e - Chili : 7e - Colombie : 4e - Paraguay : 5e | - Afrique du Sud : 1re phase finale - Cameroun : 4e - Maroc : 4e - Nigéria : 2e - Tunisie : 2e |
| Océanie (OFC) 0 place                          | - Allemagne : 14e phase finale - Angleterre : 10e - Autriche : 7e - Belgique : 10e - Bulgarie : 7e - Croatie : 1re - Danemark : 2e - Écosse : 8e - Espagne : 10e - France PO : 10e - Italie : 14e - Norvège : 3e - Pays-Bas : 7e - Roumanie : 7e - Yougoslavie : 9e | Amérique du Nord, Centrale et Caraïbes (CONCACAF) 3 places                                   | Asie (AFC) 4 places                                                                            |
|                                                | - Allemagne : 14e phase finale - Angleterre : 10e - Autriche : 7e - Belgique : 10e - Bulgarie : 7e - Croatie : 1re - Danemark : 2e - Écosse : 8e - Espagne : 10e - France PO : 10e - Italie : 14e - Norvège : 3e - Pays-Bas : 7e - Roumanie : 7e - Yougoslavie : 9e | - États-Unis : 6e phase finale - Jamaïque : 1re - Mexique : 11e                              | - Arabie saoudite : 2e phase finale - Corée du Sud : 5e - Iran : 2e - Japon : 1re              |

La Coupe du monde 1998 est la première Coupe du monde à 32 équipes.
Le tirage au sort de la phase finale est effectué le 4 décembre 1997 à partir de 19 h au Stade Vélodrome de Marseille. Il est retransmis en France par la chaîne privée TF1, qui fait appel à Carole Rousseau et Roger Zabel pour animer la cérémonie. La scène est installée en tribune Ray Grassi. Le tirage au sort est effectué par six joueurs et une joueuse ayant disputé au moins une Coupe du monde, à une exception près : Franz Beckenbauer, Julie Foudy, Georges Carnus, George Weah (qui n'a jamais participé au mondial), Jean-Pierre Papin, Raymond Kopa et Marius Trésor, ainsi que par Carlos Alberto Parreira, entraîneur tenant du titre avec le Brésil.
Les modalités suivantes sont appliquées pour le tirage au sort :
- le Brésil (champion sortant) et la France (organisateur) sont les seuls à connaître leur affectation de groupe avant le tirage (respectivement placés d'office en A1 et en C1). Compte tenu du tableau défini pour la phase à élimination directe, cet arrangement[15] évite que les deux équipes puissent se rencontrer avant la finale si elles se qualifient en terminant en même temps soit premières soit deuxièmes de leur groupe respectif (dans les cas contraires elles peuvent se rencontrer en quart de finale)[16] ;
- l’Italie, l'Espagne, les Pays-Bas, l’Allemagne, la Roumanie et l'Argentine (qui avec le Brésil ont obtenu le plus de points sur les deux précédentes coupes du monde de 1990 et 1994) sont têtes de série et sont tirés au sort pour les positions B1, D1, E1, F1, G1 et H1 ;
- pour les 24 autres nations, réparties dans trois chapeaux de huit équipes, le tirage au sort respecte des critères géographiques afin d'éviter que des nations de même confédération s'affrontent au premier tour, à l'exception des nations européennes qui peuvent être deux au maximum par groupe[17].

### Joueurs
L'âge moyen des joueurs de football présents à la Coupe du monde 1998 est de 27 ans et 8 mois. Au début de la compétition, le joueur le plus jeune est l'attaquant camerounais Samuel Eto'o, 17 ans et 3 mois. Le plus âgé est le gardien de but écossais, Jim Leighton, 39 ans et 10 mois.

### Sélectionneurs
Parmi les sélectionneurs des 32 équipes présents à la Coupe du monde, trois sont remplacés pendant la compétition.

## Compétition

### Premier tour
Les 32 équipes étaient réparties dans huit groupes (numérotés en lettres, de A à H) de la façon suivante :

#### Groupe A
Le Brésil remporte le match d'ouverture contre l'Écosse sur le score de deux buts à un. Lors de cette première journée, le Maroc et la Norvège se séparent sur un match nul. Lors de la deuxième journée, le Brésil bat le Maroc trois buts à zéro et assure sa qualification pour le tour suivant dès son deuxième match. La Norvège et l'Écosse se neutralisent : un but partout.
Lors de la dernière journée, le Maroc bat l'Écosse trois buts à zéro. Les Marocains pensent être qualifiés mais la Norvège surprend le Brésil et empoche le second ticket pour les huitièmes de finale en gagnant une rencontre sans le moindre enjeu pour les Brésiliens qui, grâce au barème de la victoire à trois points, étaient déjà mathématiquement assurés de terminer à la première place du groupe. Cette victoire déchaîne les médias car la Norvège obtient un penalty jugé inexistant par de nombreux observateurs. L'arbitre du match, l'Américain Esfandiar Baharmast, est dans un premier temps vivement critiqué et des voix s'élèvent pour réclamer l'arbitrage vidéo. Néanmoins, quelques jours plus tard, une vidéo prise d'un angle différent de celui du direct, réhabilite l'arbitre et démontre que la faute du défenseur brésilien Júnior Baiano est bien réelle, la faute étant commise juste avant le début du ralenti diffusé en direct où l'on ne voit que la chute du joueur norvégien Tore André Flo, et pas le tirage de maillot qui précède et provoque cette chute. La Norvège est finalement la seule équipe du groupe invaincue au premier tour.
|   | Équipe  | Pts | J | G | N | P | Bp | Bc | Diff |
| 1 | Brésil  | 6   | 3 | 2 | 0 | 1 | 6  | 3  | +3   |
| 2 | Norvège | 5   | 3 | 1 | 2 | 0 | 5  | 4  | +1   |
| 3 | Maroc   | 4   | 3 | 1 | 1 | 1 | 5  | 5  | 0    |
| 4 | Écosse  | 1   | 3 | 0 | 1 | 2 | 2  | 6  | -4   |

| 1  | 10 juin 1998 | Brésil | 2 - 1 | Écosse  |
| 2  | 10 juin 1998 | Maroc  | 2 - 2 | Norvège |
| 17 | 16 juin 1998 | Écosse | 1 - 1 | Norvège |
| 18 | 16 juin 1998 | Brésil | 3 - 0 | Maroc   |
| 35 | 23 juin 1998 | Écosse | 0 - 3 | Maroc   |
| 36 | 23 juin 1998 | Brésil | 1 - 2 | Norvège |

#### Groupe B
La première journée est ponctuée de matchs nuls : l'Italie est accrochée par le Chili emmené par son duo d'attaque Zamorano-Salas. Dans l'autre match, le Cameroun et l'Autriche se neutralisent. Le but Camerounais est inscrit par Njanka au terme d'une longue remontée du terrain.
Lors de la seconde journée, l'Italie bat le Cameroun trois buts à zéro tandis que le Chili et l'Autriche font à nouveau match nul.
Lors de la dernière journée, l'Italie assure sa qualification en battant l'Autriche. Dans l'autre match, le Chili et le Cameroun se séparent sur un match nul. Le Chili se qualifie donc en ayant réalisé trois matchs nuls. Dans ce groupe il y a eu quatre nuls en six matchs et l'Italie est la seule des quatre équipes à avoir gagné au moins un match.
|   | Équipe   | Pts | J | G | N | P | Bp | Bc | Diff |
| 1 | Italie   | 7   | 3 | 2 | 1 | 0 | 7  | 3  | +4   |
| 2 | Chili    | 3   | 3 | 0 | 3 | 0 | 4  | 4  | 0    |
| 3 | Autriche | 2   | 3 | 0 | 2 | 1 | 3  | 4  | -1   |
| 4 | Cameroun | 2   | 3 | 0 | 2 | 1 | 2  | 5  | -3   |

| 3  | 11 juin 1998 | Italie   | 2 - 2 | Chili    |
| 4  | 11 juin 1998 | Cameroun | 1 - 1 | Autriche |
| 19 | 17 juin 1998 | Chili    | 1 - 1 | Autriche |
| 20 | 17 juin 1998 | Italie   | 3 - 0 | Cameroun |
| 33 | 23 juin 1998 | Italie   | 2 - 1 | Autriche |
| 34 | 23 juin 1998 | Chili    | 1 - 1 | Cameroun |

#### Groupe C
Avec 9 points, 3 matchs gagnés, 9 buts marqués et 1 seul but encaissé, la France présente le meilleur bilan des 8 groupes. Seule ombre au tableau : l'expulsion de Zinédine Zidane qui sera suspendu pour 2 matchs, coupable d'avoir marché sur le capitaine saoudien Fuad Amin. Dugarry offre le premier but français de la compétition et met fin à toute discussion quant à sa sélection controversée pour le Mondial.
Le Danemark a quelque peu déçu en faisant le service minimum dans ce groupe (1-0 contre les Saoudiens et un nul contre les Sud-Africains).
L'Arabie saoudite entre dans l'histoire en se séparant de son entraîneur après deux matchs de poule. Le dernier match Arabie saoudite-Afrique du Sud se terminera par trois pénalties.
|   | Équipe          | Pts | J | G | N | P | Bp | Bc | Diff |
| 1 | France          | 9   | 3 | 3 | 0 | 0 | 9  | 1  | +8   |
| 2 | Danemark        | 4   | 3 | 1 | 1 | 1 | 3  | 3  | 0    |
| 3 | Afrique du Sud  | 2   | 3 | 0 | 2 | 1 | 3  | 6  | -3   |
| 4 | Arabie saoudite | 1   | 3 | 0 | 1 | 2 | 2  | 7  | -5   |

| 6  | 12 juin 1998 | Arabie saoudite | 0 - 1 | Danemark        |
| 7  | 12 juin 1998 | France          | 3 - 0 | Afrique du Sud  |
| 21 | 18 juin 1998 | Afrique du Sud  | 1 - 1 | Danemark        |
| 22 | 18 juin 1998 | France          | 4 - 0 | Arabie saoudite |
| 37 | 24 juin 1998 | France          | 2 - 1 | Danemark        |
| 38 | 24 juin 1998 | Afrique du Sud  | 2 - 2 | Arabie saoudite |

#### Groupe D
La victoire du Nigeria contre l'Espagne (3-2) au terme d'une rencontre spectaculaire à Nantes crée la sensation lors de la première journée, tandis que dans l'autre match le Paraguay et la Bulgarie, elle-même demi-finaliste de la précédente coupe du monde en 1994, se sont neutralisés (0-0). Lors de la deuxième journée le Nigeria est encore la seule équipe du groupe à gagner (1-0 contre la Bulgarie) car l'autre match, entre l'Espagne et la Paraguay, se solde à nouveau par un score nul et vierge. Ainsi le Nigeria est déjà non seulement qualifié mais surtout mathématiquement assuré de terminer à la première place du groupe après seulement deux matchs, cela grâce au nouveau barème de la victoire à trois points introduit en Coupe du monde en 1994. Cette situation a une influence sur le déroulement de la dernière journée du groupe : le vainqueur du match Espagne-Bulgarie pouvait se qualifier à condition que la Paraguay ne batte pas le Nigeria. Or dans un match sans le moindre enjeu pour l'équipe africaine, le Paraguay s'impose sans surprise (3-1) pour assurer sa qualification. Le réveil des Espagnols qui écrasent les Bulgares 6-1 dans l'autre rencontre est alors inutile. L'Espagne qui abordait le tournoi avec de grandes ambitions termine troisième et est éliminée tout comme la Bulgarie, demi-finaliste surprise en 1994, qui se classe dernière du groupe avec un seul point.
|   | Équipe   | Pts | J | G | N | P | Bp | Bc | Diff |
| 1 | Nigeria  | 6   | 3 | 2 | 0 | 1 | 5  | 5  | 0    |
| 2 | Paraguay | 5   | 3 | 1 | 2 | 0 | 3  | 1  | +2   |
| 3 | Espagne  | 4   | 3 | 1 | 1 | 1 | 8  | 4  | +4   |
| 4 | Bulgarie | 1   | 3 | 0 | 1 | 2 | 1  | 7  | -6   |

| 5  | 12 juin 1998 | Paraguay | 0 - 0 | Bulgarie |
| 8  | 13 juin 1998 | Espagne  | 2 - 3 | Nigeria  |
| 23 | 19 juin 1998 | Nigeria  | 1 - 0 | Bulgarie |
| 24 | 19 juin 1998 | Espagne  | 0 - 0 | Paraguay |
| 39 | 24 juin 1998 | Espagne  | 6 - 1 | Bulgarie |
| 40 | 24 juin 1998 | Nigeria  | 1 - 3 | Paraguay |

#### Groupe E
Les deux pays européens de cette poule, Belgique et Pays-Bas, se neutralisent (0-0). Les Mexicains défont les Sud-Coréens 3 buts à 1. Les Néerlandais infligent une deuxième défaite aux Asiatiques par 5 buts à 0, tandis que Belges et Mexicains marquent deux buts chacun dans le match qui les oppose, sous une chaleur accablante, à Bordeaux. Le groupe est disputé : avec une victoire et un nul chacun, les Néerlandais et les Mexicains abordent la dernière journée avec une petite avance sur les Belges, encore en course pour la qualification. Grâce à une meilleure différence de buts, un nul suffit aux Pays-Bas contre le Mexique pour passer au second tour et c'est ce qui se produit : match nul 2-2. Ce score est finalement également favorable au Mexique car dans l'autre match la Belgique est incapable de battre la Corée du Sud (1-1). Troisièmes du groupe, les Belges quittent le tournoi invaincus.
|   | Équipe       | Pts | J | G | N | P | Bp | Bc | Diff |
| 1 | Pays-Bas     | 5   | 3 | 1 | 2 | 0 | 7  | 2  | +5   |
| 2 | Mexique      | 5   | 3 | 1 | 2 | 0 | 7  | 5  | +2   |
| 3 | Belgique     | 3   | 3 | 0 | 3 | 0 | 3  | 3  | 0    |
| 4 | Corée du Sud | 1   | 3 | 0 | 1 | 2 | 2  | 9  | -7   |

| 9  | 13 juin 1998 | Corée du Sud | 1 - 3 | Mexique      |
| 10 | 13 juin 1998 | Pays-Bas     | 0 - 0 | Belgique     |
| 26 | 20 juin 1998 | Belgique     | 2 - 2 | Mexique      |
| 27 | 20 juin 1998 | Pays-Bas     | 5 - 0 | Corée du Sud |
| 41 | 25 juin 1998 | Belgique     | 1 - 1 | Corée du Sud |
| 42 | 25 juin 1998 | Pays-Bas     | 2 - 2 | Mexique      |

#### Groupe F
Les États-Unis sont l'une des deux équipes du tournoi à perdre leurs trois matchs de poule : d'abord 2-0 contre les Allemands, puis 2-1 face à l'Iran, et enfin 1-0 contre la Yougoslavie. Entretemps, la Yougoslavie a défait l'Iran 1-0 et a fait match nul 2-2 contre l'Allemagne. Les Allemands ont battu l'Iran 2-0. Résultat : Allemands et Yougoslaves se qualifient dans cet ordre, Américains et Iraniens rentrent chez eux.
|   | Équipe         | Pts | J | G | N | P | Bp | Bc | Diff |
| 1 | Allemagne      | 7   | 3 | 2 | 1 | 0 | 6  | 2  | +4   |
| 2 | RF Yougoslavie | 7   | 3 | 2 | 1 | 0 | 4  | 2  | +2   |
| 3 | Iran           | 3   | 3 | 1 | 0 | 2 | 2  | 4  | -2   |
| 4 | États-Unis     | 0   | 3 | 0 | 0 | 3 | 1  | 5  | -4   |

| 12 | 14 juin 1998 | RF Yougoslavie | 1 - 0 | Iran           |
| 16 | 15 juin 1998 | Allemagne      | 2 - 0 | États-Unis     |
| 28 | 21 juin 1998 | Allemagne      | 2 - 2 | RF Yougoslavie |
| 30 | 21 juin 1998 | États-Unis     | 1 - 2 | Iran           |
| 43 | 25 juin 1998 | Allemagne      | 2 - 0 | Iran           |
| 44 | 25 juin 1998 | États-Unis     | 0 - 1 | RF Yougoslavie |

#### Groupe G
Forts de leur parcours correct aux États-Unis quatre ans plus tôt (ayant notamment écarté les Argentins en huitièmes de finale), les Roumains confirment leur rang. Vainqueurs 1-0 de la Colombie et de l'Angleterre 2-1, ils se contentent d'un nul 1-1 face aux Tunisiens pour s'assurer la première place du groupe. Les Anglais se qualifient également en gagnant leurs deux autres matchs face aux Tunisiens (2-0) et aux Colombiens (sur le même score) lors d'une rencontre décisive en dernière journée.
|   | Équipe     | Pts | J | G | N | P | Bp | Bc | Diff |
| 1 | Roumanie   | 7   | 3 | 2 | 1 | 0 | 4  | 2  | +2   |
| 2 | Angleterre | 6   | 3 | 2 | 0 | 1 | 5  | 2  | +3   |
| 3 | Colombie   | 3   | 3 | 1 | 0 | 2 | 1  | 3  | -2   |
| 4 | Tunisie    | 1   | 3 | 0 | 1 | 2 | 1  | 4  | -3   |

| 14 | 15 juin 1998 | Angleterre | 2 - 0 | Tunisie    |
| 15 | 15 juin 1998 | Roumanie   | 1 - 0 | Colombie   |
| 31 | 22 juin 1998 | Colombie   | 1 - 0 | Tunisie    |
| 32 | 22 juin 1998 | Roumanie   | 2 - 1 | Angleterre |
| 47 | 26 juin 1998 | Roumanie   | 1 - 1 | Tunisie    |
| 48 | 26 juin 1998 | Colombie   | 0 - 2 | Angleterre |

#### Groupe H
Le Japon, la Jamaïque et la Croatie sont les nouveaux venus de cette Coupe du monde, mais seule la Croatie parviendra à briller. Les Croates, emmenés par Davor Šuker, futur meilleur buteur de la compétition, défont en effet la Jamaïque 3-1 et le Japon 1-0 et assurent leur qualification après seulement deux matchs. La Croatie laisse toutefois la première place du groupe à l'Argentine en s'inclinant contre celle-ci 1-0. L'Argentine est l'une des deux équipes, avec la France, à remporter tous ses matchs de poule.
|   | Équipe    | Pts | J | G | N | P | Bp | Bc | Diff |
| 1 | Argentine | 9   | 3 | 3 | 0 | 0 | 7  | 0  | +7   |
| 2 | Croatie   | 6   | 3 | 2 | 0 | 1 | 4  | 2  | +2   |
| 3 | Jamaïque  | 3   | 3 | 1 | 0 | 2 | 3  | 9  | -6   |
| 4 | Japon     | 0   | 3 | 0 | 0 | 3 | 1  | 4  | -3   |

| 11 | 14 juin 1998 | Argentine | 1 - 0 | Japon    |
| 13 | 14 juin 1998 | Jamaïque  | 1 - 3 | Croatie  |
| 25 | 20 juin 1998 | Japon     | 0 - 1 | Croatie  |
| 29 | 21 juin 1998 | Argentine | 5 - 0 | Jamaïque |
| 45 | 26 juin 1998 | Japon     | 1 - 2 | Jamaïque |
| 46 | 26 juin 1998 | Argentine | 1 - 0 | Croatie  |

### Tableau final
|  | Huitièmes de finale     | Huitièmes de finale     |           |                        | Quarts de finale       | Quarts de finale   |   |  | Demi-finales          | Demi-finales          |  |  | Finale                   | Finale                   |
|  | Huitièmes de finale     | Huitièmes de finale     |           |                        | Quarts de finale       | Quarts de finale   |   |  | Demi-finales          | Demi-finales          |  |  | Finale                   | Finale                   |
|  |                         |                         |           |                        |                        |                    |   |  |                       |                       |  |  |                          |                          |
|  | 27 juin à Paris         | 27 juin à Paris         |           |                        | 3 juillet à Nantes     | 3 juillet à Nantes |   |  | 7 juillet à Marseille | 7 juillet à Marseille |  |  | 12 juillet à Saint-Denis | 12 juillet à Saint-Denis |
|  | 27 juin à Paris         | 27 juin à Paris         |           |                        | 3 juillet à Nantes     | 3 juillet à Nantes |   |  | 7 juillet à Marseille | 7 juillet à Marseille |  |  | 12 juillet à Saint-Denis | 12 juillet à Saint-Denis |
|  | Brésil                  | 4                       |           |                        | 3 juillet à Nantes     | 3 juillet à Nantes |   |  | 7 juillet à Marseille | 7 juillet à Marseille |  |  | 12 juillet à Saint-Denis | 12 juillet à Saint-Denis |
|  | Brésil                  | 4                       |           |                        | 3 juillet à Nantes     | 3 juillet à Nantes |   |  | 7 juillet à Marseille | 7 juillet à Marseille |  |  | 12 juillet à Saint-Denis | 12 juillet à Saint-Denis |
|  | Chili                   | 1                       |           |                        | 3 juillet à Nantes     | 3 juillet à Nantes |   |  | 7 juillet à Marseille | 7 juillet à Marseille |  |  | 12 juillet à Saint-Denis | 12 juillet à Saint-Denis |
|  | Chili                   | 1                       | Brésil    | 3                      |                        |                    |   |  | 7 juillet à Marseille | 7 juillet à Marseille |  |  | 12 juillet à Saint-Denis | 12 juillet à Saint-Denis |
|  | 28 juin à Saint-Denis   |                         | Brésil    | 3                      |                        |                    |   |  | 7 juillet à Marseille | 7 juillet à Marseille |  |  | 12 juillet à Saint-Denis | 12 juillet à Saint-Denis |
|  |                         | Danemark                | 2         |                        |                        |                    |   |  | 7 juillet à Marseille | 7 juillet à Marseille |  |  | 12 juillet à Saint-Denis | 12 juillet à Saint-Denis |
|  | Nigeria                 | Danemark                | 2         | 1                      |                        |                    |   |  | 7 juillet à Marseille | 7 juillet à Marseille |  |  | 12 juillet à Saint-Denis | 12 juillet à Saint-Denis |
|  | Nigeria                 | 4 juillet à Marseille   |           | 1                      |                        |                    |   |  | 7 juillet à Marseille | 7 juillet à Marseille |  |  | 12 juillet à Saint-Denis | 12 juillet à Saint-Denis |
|  | Danemark                | 4                       |           |                        |                        |                    |   |  | 7 juillet à Marseille | 7 juillet à Marseille |  |  | 12 juillet à Saint-Denis | 12 juillet à Saint-Denis |
|  | Danemark                | 4                       | Brésil    | 1ap (4)                |                        |                    |   |  |                       |                       |  |  | 12 juillet à Saint-Denis | 12 juillet à Saint-Denis |
|  | 29 juin à Toulouse      |                         | Brésil    | 1ap (4)                |                        |                    |   |  |                       |                       |  |  | 12 juillet à Saint-Denis | 12 juillet à Saint-Denis |
|  |                         | Pays-Bas                | 1 tab(2)  |                        |                        |                    |   |  |                       |                       |  |  | 12 juillet à Saint-Denis | 12 juillet à Saint-Denis |
|  | Pays-Bas                | Pays-Bas                | 1 tab(2)  | 2                      |                        |                    |   |  |                       |                       |  |  | 12 juillet à Saint-Denis | 12 juillet à Saint-Denis |
|  | Pays-Bas                | 8 juillet à Saint-Denis |           | 2                      |                        |                    |   |  |                       |                       |  |  | 12 juillet à Saint-Denis | 12 juillet à Saint-Denis |
|  | RF Yougoslavie          | 1                       |           |                        |                        |                    |   |  |                       |                       |  |  | 12 juillet à Saint-Denis | 12 juillet à Saint-Denis |
|  | RF Yougoslavie          | 1                       | Pays-Bas  | 2                      |                        |                    |   |  |                       |                       |  |  | 12 juillet à Saint-Denis | 12 juillet à Saint-Denis |
|  | 30 juin à Saint-Étienne |                         | Pays-Bas  | 2                      |                        |                    |   |  |                       |                       |  |  | 12 juillet à Saint-Denis | 12 juillet à Saint-Denis |
|  |                         | Argentine               | 1         |                        |                        |                    |   |  |                       |                       |  |  | 12 juillet à Saint-Denis | 12 juillet à Saint-Denis |
|  | Argentine               | Argentine               | 1         | 2ap (4)                |                        |                    |   |  |                       |                       |  |  | 12 juillet à Saint-Denis | 12 juillet à Saint-Denis |
|  | Argentine               | 3 juillet à Saint-Denis |           | 2ap (4)                |                        |                    |   |  |                       |                       |  |  | 12 juillet à Saint-Denis | 12 juillet à Saint-Denis |
|  | Angleterre              | 2 tab(3)                |           |                        |                        |                    |   |  |                       |                       |  |  | 12 juillet à Saint-Denis | 12 juillet à Saint-Denis |
|  | Angleterre              | 2 tab(3)                | Brésil    | 0                      |                        |                    |   |  |                       |                       |  |  |                          |                          |
|  | 27 juin à Marseille     |                         | Brésil    | 0                      |                        |                    |   |  |                       |                       |  |  |                          |                          |
|  |                         | France                  | 3         |                        |                        |                    |   |  |                       |                       |  |  |                          |                          |
|  | Italie                  | France                  | 3         | 1                      |                        |                    |   |  |                       |                       |  |  |                          |                          |
|  | Italie                  |                         |           | 1                      |                        |                    |   |  |                       |                       |  |  |                          |                          |
|  | Norvège                 | 0                       |           |                        |                        |                    |   |  |                       |                       |  |  |                          |                          |
|  | Norvège                 | 0                       | Italie    | 0ap (3)                |                        |                    |   |  |                       |                       |  |  |                          |                          |
|  | 28 juin à Lens          |                         | Italie    | 0ap (3)                |                        |                    |   |  |                       |                       |  |  |                          |                          |
|  |                         | France                  | 0 tab(4)  |                        |                        |                    |   |  |                       |                       |  |  |                          |                          |
|  | France                  | France                  | 0 tab(4)  | 1 ap                   |                        |                    |   |  |                       |                       |  |  |                          |                          |
|  | France                  | 4 juillet à Lyon        |           | 1 ap                   |                        |                    |   |  |                       |                       |  |  |                          |                          |
|  | Paraguay                | 0                       |           |                        |                        |                    |   |  |                       |                       |  |  |                          |                          |
|  | Paraguay                | 0                       | France    | 2                      |                        |                    |   |  |                       |                       |  |  |                          |                          |
|  | 29 juin à Montpellier   |                         | France    | 2                      |                        |                    |   |  |                       |                       |  |  |                          |                          |
|  |                         | Croatie                 | 1         |                        |                        |                    |   |  |                       |                       |  |  |                          |                          |
|  | Allemagne               | Croatie                 | 1         | 2                      |                        |                    |   |  |                       |                       |  |  |                          |                          |
|  | Allemagne               |                         |           | 2                      |                        |                    |   |  |                       |                       |  |  |                          |                          |
|  | Mexique                 | 1                       |           | Match pour la 3e place | Match pour la 3e place |                    |   |  |                       |                       |  |  |                          |                          |
|  | Mexique                 | 1                       | Allemagne | Match pour la 3e place | Match pour la 3e place | 0                  |   |  |                       |                       |  |  |                          |                          |
|  | 30 juin à Bordeaux      | 30 juin à Bordeaux      | Allemagne | 11 juillet à Paris     | 11 juillet à Paris     | 0                  |   |  |                       |                       |  |  |                          |                          |
|  | 30 juin à Bordeaux      | 30 juin à Bordeaux      |           | 11 juillet à Paris     | 11 juillet à Paris     | Croatie            | 3 |  |                       |                       |  |  |                          |                          |
|  | Roumanie                | 0                       | Pays-Bas  | 1                      |                        | Croatie            | 3 |  |                       |                       |  |  |                          |                          |
|  | Roumanie                | 0                       | Pays-Bas  | 1                      |                        |                    |   |  |                       |                       |  |  |                          |                          |
|  | Croatie                 | 1                       |           | Croatie                | 2                      |                    |   |  |                       |                       |  |  |                          |                          |
|  | Croatie                 | 1                       |           | Croatie                | 2                      |                    |   |  |                       |                       |  |  |                          |                          |

 = but en or

#### Huitièmes de finale
Comme 60 ans auparavant, au stade Vélodrome, les Italiens battent les Norvégiens en huitièmes de finale de la Coupe du monde. Le seul but du match est inscrit par Christian Vieri.
| 27 juin 1998                                | Italie                                    | 1 - 0   | Norvège                               | Stade Vélodrome, Marseille                       |                                                  |
| 16 h 30 (UTC+1) · Historique des rencontres | ( Di Biagio) Vieri 18e                    | (1 - 0) |                                       | Spectateurs : 55 000 Arbitrage : Bernd Heynemann | Spectateurs : 55 000 Arbitrage : Bernd Heynemann |
| 16 h 30 (UTC+1) · Historique des rencontres | Moriero 38e · Di Biagio 84e · Maldini 89e | Rapport | 35e H. Flo · 54e Mykland · 62e Rekdal | Spectateurs : 55 000 Arbitrage : Bernd Heynemann | Spectateurs : 55 000 Arbitrage : Bernd Heynemann |

Le Brésil inflige une lourde défaite au Chili grâce à deux doublés de César Sampaio et de Ronaldo.
| 27 juin 1998                               | Brésil | 4 - 1   | Chili                   | Parc des Princes, Paris                     |                                             |
| 21 h 0 (UTC+1) · Historique des rencontres | ( Dunga) César Sampaio 11e · ( Bebeto) César Sampaio 27e · Ronaldo 45+1e (pen.) · ( Denílson) Ronaldo 70e | (3 - 0) | 68e Salas (Zamorano )   | Spectateurs : 45 500 Arbitrage : Marc Batta | Spectateurs : 45 500 Arbitrage : Marc Batta |
| 21 h 0 (UTC+1) · Historique des rencontres | Leonardo 45e · Cafu 90+1e                                                                                 | Rapport | 34e Fuentes · 45e Tapia | Spectateurs : 45 500 Arbitrage : Marc Batta | Spectateurs : 45 500 Arbitrage : Marc Batta |

Pour la première fois en Coupe du monde, la règle du but en or en prolongation est appliquée. Ce sont les hôtes français qui en profitent en éliminant un Paraguay remarquable et robuste.
| 28 juin 1998                                | France                  | 1 - 0 a. p. ·         | Paraguay                                                        | Stade Félix-Bollaert, Lens                   |                                              |
| 16 h 30 (UTC+1) · Historique des rencontres | ( Trezeguet) Blanc 114e | (0 - 0, 0 - 0, 0 - 0) |                                                                 | Spectateurs : 38 100 Arbitrage : Ali Bujsaim | Spectateurs : 38 100 Arbitrage : Ali Bujsaim |
| 16 h 30 (UTC+1) · Historique des rencontres |                         | Rapport               | 19e Chilavert · 23e Benítez · 32e Enciso · 84e Arce · 99e Rojas | Spectateurs : 38 100 Arbitrage : Ali Bujsaim | Spectateurs : 38 100 Arbitrage : Ali Bujsaim |

Le Danemark, peu flamboyant au premier tour, se réveille en balayant le Nigeria 4-1 après une rapide ouverture du score par Peter Møller (3e minute)
| 28 juin 1998                               | Nigeria                 | 1 - 4   | Danemark                                                                                              | Stade de France, Saint-Denis               |                                            |
| 21 h 0 (UTC+1) · Historique des rencontres | ( Finidi) Babangida 78e | (0 - 2) | 3e Møller (M. Laudrup ) · 12e B. Laudrup (Møller ) · 60e Sand (M. Laudrup ) · 76e Helveg (Jørgensen ) | Spectateurs : 77 000 Arbitrage : Urs Meier | Spectateurs : 77 000 Arbitrage : Urs Meier |
| 21 h 0 (UTC+1) · Historique des rencontres | Okocha 49e              | Rapport | 24e Rieper                                                                                            | Spectateurs : 77 000 Arbitrage : Urs Meier | Spectateurs : 77 000 Arbitrage : Urs Meier |

Le Mexique dispute son deuxième huitième de finale d'affilée et échoue une fois de plus à ce stade. Après avoir pourtant ouvert le score, les Mexicains craquent en fin de match contre l'Allemagne qui accède au stade des quarts de finale pour la douzième fois consécutive (2-1).
| 29 juin 1998                                | Allemagne                                             | 2 - 1   | Mexique                 | Stade de la Mosson, Montpellier                     |                                                     |
| 16 h 30 (UTC+1) · Historique des rencontres | ( Hamann) Klinsmann 74e · ( Kirsten) Bierhoff 86e     | (0 - 0) | 47e Hernández (Blanco ) | Spectateurs : 29 800 Arbitrage : Vítor Melo Pereira | Spectateurs : 29 800 Arbitrage : Vítor Melo Pereira |
| 16 h 30 (UTC+1) · Historique des rencontres | Babbel 45+1e · Matthäus 56e · Tarnat 77e · Hamann 88e | Rapport | 57e Davino · 87e Blanco | Spectateurs : 29 800 Arbitrage : Vítor Melo Pereira | Spectateurs : 29 800 Arbitrage : Vítor Melo Pereira |

Les Pays-Bas ouvrent le score à la 38e minute, par Frank de Boer, dont le long ballon est récupéré par Dennis Bergkamp qui bat le portier Kralj, après avoir fait chuter Zoran Mirković qui le gênait sur sa gauche. Les Yougoslaves rattrapent leur retard en début de seconde mi-temps, par Slobodan Komljenovic, qui inscrit le but de l'égalisation (1-1) à la 48e minute, et manquent de peu de prendre l'avantage à la 52e minute lorsqu'un penalty de Predrag Mijatović est arrêté par Edwin van der Sar. Finalement c'est Davids qui inscrit le but de la victoire dans le temps additionnel, permettant ainsi aux Pays-Bas d'atteindre les quarts de finale pour la deuxième fois d'affilée en éliminant la Yougoslavie et en échappant de très peu à la prolongation.
| 29 juin 1998                               | Pays-Bas                                                | 2 - 1   | RF Yougoslavie                             | Stadium municipal, Toulouse                         |                                                     |
| 21 h 0 (UTC+1) · Historique des rencontres | ( F. de Boer) Bergkamp 38e · ( R. de Boer) Davids 90+2e | (1 - 0) | 48e Komljenović (Stojković )               | Spectateurs : 33 500 Arbitrage : José García-Aranda | Spectateurs : 33 500 Arbitrage : José García-Aranda |
| 21 h 0 (UTC+1) · Historique des rencontres |                                                         | Rapport | 38e Stojković · 52e Mirković · 73e Đorović | Spectateurs : 33 500 Arbitrage : José García-Aranda | Spectateurs : 33 500 Arbitrage : José García-Aranda |

La Croatie, surprise de ce mondial, marche sur les traces de la surprenante Bulgarie d'il y a 4 ans en éliminant la Roumanie sur la plus petite des marges.
| 30 juin 1998                                | Roumanie                              | 0 - 1   | Croatie               | Parc Lescure, Bordeaux                            |                                                   |
| 16 h 30 (UTC+1) · Historique des rencontres |                                       | (0 - 1) | 45+2e (pen.) Šuker    | Spectateurs : 31 800 Arbitrage : Javier Castrilli | Spectateurs : 31 800 Arbitrage : Javier Castrilli |
| 16 h 30 (UTC+1) · Historique des rencontres | Popescu 43e · Petrescu 70e · Ilie 81e | Rapport | 27e Boban · 70e Bilić | Spectateurs : 31 800 Arbitrage : Javier Castrilli | Spectateurs : 31 800 Arbitrage : Javier Castrilli |

C'est le seul huitième de finale où la qualification sera accordée après une séance de tirs au but, en conclusion d'un match spectaculaire (2-2 après prolongation). L'Argentine élimine l'Angleterre.
| 30 juin 1998                               | Argentine                                        | 2 - 2 a. p.       | Angleterre                              | Stade Geoffroy-Guichard, Saint-Étienne              |                                                     |
| 21 h 0 (UTC+1) · Historique des rencontres | Batistuta 5e (pen.) · ( Verón) Zanetti 45+1e     | (2 - 2, 2 - 2)    | 9e (pen.) Shearer · 16e Owen (Beckham ) | Spectateurs : 30 600 Arbitrage : Kim Milton Nielsen | Spectateurs : 30 600 Arbitrage : Kim Milton Nielsen |
| 21 h 0 (UTC+1) · Historique des rencontres | Verón 44e · Simeone 47e · Almeyda 73e · Roa 110e | Rapport           | 5e Seaman · 10e Ince · 47e Beckham ·    | Spectateurs : 30 600 Arbitrage : Kim Milton Nielsen | Spectateurs : 30 600 Arbitrage : Kim Milton Nielsen |
| 21 h 0 (UTC+1) · Historique des rencontres | Berti · Crespo · Verón · Gallardo · Ayala        | Tirs au but 4 - 3 | Shearer · Ince · Merson · Owen · Batty  | Spectateurs : 30 600 Arbitrage : Kim Milton Nielsen | Spectateurs : 30 600 Arbitrage : Kim Milton Nielsen |

#### Quarts de finale
La France et l'Italie ne parviennent pas à se départager dans le match. Malgré de nombreuses occasions, les défenses prennent le pas sur les attaques, et aucun but n'est marqué pendant 120 minutes. Vient la séance de tirs au but : la France manque un tir (arrêté par le portier italien) tout comme l'Italie lors de la tentative suivante. Lors du tout dernier tir de la séance, l'italien di Biagio envoie le ballon sur la barre transversale de Fabien Barthez, qui était battu, et qualifie malgré lui la France pour les demi-finales.
| 3 juillet 1998                              | Italie                                                 | 0 - 0 a. p.       | France                                        | Stade de France, Saint-Denis                 |                                              |
| 16 h 30 (UTC+1) · Historique des rencontres |                                                        | (0 - 0, 0 - 0)    |                                               | Spectateurs : 77 000 Arbitrage : Hugh Dallas | Spectateurs : 77 000 Arbitrage : Hugh Dallas |
| 16 h 30 (UTC+1) · Historique des rencontres | Del Piero 26e · Bergomi 28e · Costacurta 113e          | Rapport           | 53e Guivarc'h · 62e Deschamps ·               | Spectateurs : 77 000 Arbitrage : Hugh Dallas | Spectateurs : 77 000 Arbitrage : Hugh Dallas |
| 16 h 30 (UTC+1) · Historique des rencontres | R. Baggio · Albertini · Costacurta · Vieri · Di Biagio | Tirs au but 3 - 4 | Zidane · Lizarazu · Trezeguet · Henry · Blanc | Spectateurs : 77 000 Arbitrage : Hugh Dallas | Spectateurs : 77 000 Arbitrage : Hugh Dallas |

Le Brésil vient à bout du Danemark sur le score de 3-2 et se retrouve une nouvelle fois en demi-finale. Les Scandinaves avaient pourtant ouvert le score très tôt dans le match (2e minute), comme lors de leur précédente rencontre.
| 3 juillet 1998                             | Brésil                                                                | 3 - 2   | Danemark                                    | Stade de la Beaujoire, Nantes                      |                                                    |
| 21 h 0 (UTC+1) · Historique des rencontres | ( Ronaldo) Bebeto 10e · ( Ronaldo) Rivaldo 25e · ( Dunga) Rivaldo 60e | (2 - 1) | 2e Jørgensen (B. Laudrup ) · 50e B. Laudrup | Spectateurs : 35 500 Arbitrage : Gamal Al-Ghandour | Spectateurs : 35 500 Arbitrage : Gamal Al-Ghandour |
| 21 h 0 (UTC+1) · Historique des rencontres | Roberto Carlos 11e · Aldair 37e · Cafu 81e                            | Rapport | 19e Helveg · 39e Colding · 72e Tøfting      | Spectateurs : 35 500 Arbitrage : Gamal Al-Ghandour | Spectateurs : 35 500 Arbitrage : Gamal Al-Ghandour |

Les Pays-Bas battent l'Argentine, 20 ans après la finale du Mundial perdue par les Oranje contre l' Albiceleste, et retrouvent le dernier carré pour la première fois depuis 1978, grâce aux buteurs Kluivert et Bergkamp, qui inscrit un but spectaculaire dans les tout derniers instants du match, alors que les deux équipes jouaient à 10.
| 4 juillet 1998                              | Pays-Bas                                              | 2 - 1   | Argentine                                  | Stade Vélodrome, Marseille                            |                                                       |
| 16 h 30 (UTC+1) · Historique des rencontres | ( Bergkamp) Kluivert 12e · ( F. de Boer) Bergkamp 90e | (1 - 1) | 17e López (Verón )                         | Spectateurs : 55 000 Arbitrage : Arturo Brizio Carter | Spectateurs : 55 000 Arbitrage : Arturo Brizio Carter |
| 16 h 30 (UTC+1) · Historique des rencontres | Stam 10e · Numan 17e, 76e                             | Rapport | 22e Chamot · 60e Sensini · 86e, 87e Ortega | Spectateurs : 55 000 Arbitrage : Arturo Brizio Carter | Spectateurs : 55 000 Arbitrage : Arturo Brizio Carter |

L'Allemagne, pourtant donnée favorite, s'effondre au cours de ce quart de finale face aux néophytes croates, très habiles en contre (3-0), et échoue à ce stade pour la seconde fois consécutive. L'Allemand Matthäus devient le deuxième joueur à avoir pris part à 5 Coupes du monde, après le Mexicain Antonio Carbajal (de 1950 à 1966).
| 4 juillet 1998                             | Allemagne                             | 0 - 3   | Croatie                                                            | Stade de Gerland, Lyon                         |                                                |
| 21 h 0 (UTC+1) · Historique des rencontres |                                       | (0 - 1) | 45+3e Jarni (Stanić ) · 80e Vlaović (Boban ) · 85e Šuker (Štimac ) | Spectateurs : 39 100 Arbitrage : Rune Pedersen | Spectateurs : 39 100 Arbitrage : Rune Pedersen |
| 21 h 0 (UTC+1) · Historique des rencontres | Heinrich 18e · Tarnat 37e · Wörns 40e | Rapport | 13e Šimić · 57e Šuker                                              | Spectateurs : 39 100 Arbitrage : Rune Pedersen | Spectateurs : 39 100 Arbitrage : Rune Pedersen |

#### Demi-finales
Comme 4 ans plus tôt, mais dans d'autres circonstances et à un autre stade, le Brésil élimine les Pays-Bas. Grâce à une séance de tirs au but victorieuse, le Brésil se prépare ainsi à disputer sa deuxième finale d'affilée, se rappelant au bon souvenir des finales jouées en 1958 et 1962.
| 7 juillet 1998                             | Brésil                              | 1 - 1 a. p.       | Pays-Bas                                                       | Stade Vélodrome, Marseille                   |                                              |
| 21 h 0 (UTC+1) · Historique des rencontres | ( Rivaldo) Ronaldo 46e              | (0 - 0, 1 - 1)    | 87e Kluivert (R. de Boer )                                     | Spectateurs : 54 000 Arbitrage : Ali Bujsaim | Spectateurs : 54 000 Arbitrage : Ali Bujsaim |
| 21 h 0 (UTC+1) · Historique des rencontres | Zé Carlos 31e · César Sampaio 45e   | Rapport           | 48e Reiziger · 60e Davids · 90e Van Hooijdonk · 119e Seedorf · | Spectateurs : 54 000 Arbitrage : Ali Bujsaim | Spectateurs : 54 000 Arbitrage : Ali Bujsaim |
| 21 h 0 (UTC+1) · Historique des rencontres | Ronaldo · Rivaldo · Emerson · Dunga | Tirs au but 4 - 2 | F. de Boer · Bergkamp · Cocu · R. de Boer                      | Spectateurs : 54 000 Arbitrage : Ali Bujsaim | Spectateurs : 54 000 Arbitrage : Ali Bujsaim |

La France encaisse le premier but en début de seconde mi-temps, et doit sa qualification pour la finale à Lilian Thuram qui égalise puis inscrit le but de la qualification pour la finale de la Coupe du monde à vingt minutes de la fin du match. Ce sont les deux seuls buts marqués par le défenseur Thuram en 142 sélections en Équipe de France.
| 8 juillet 1998                             | France                               | 2 - 1   | Croatie                               | Stade de France, Saint-Denis                        |                                                     |
| 21 h 0 (UTC+1) · Historique des rencontres | ( Djorkaeff) Thuram 47e · Thuram 70e | (0 - 0) | 46e Šuker (Asanović )                 | Spectateurs : 76 000 Arbitrage : José García-Aranda | Spectateurs : 76 000 Arbitrage : José García-Aranda |
| 21 h 0 (UTC+1) · Historique des rencontres | Blanc 76e                            | Rapport | 45e Asanović · 75e Stanić · 88e Šimić | Spectateurs : 76 000 Arbitrage : José García-Aranda | Spectateurs : 76 000 Arbitrage : José García-Aranda |

#### Match pour la troisième place
En battant les Pays-Bas 2 à 1, la Croatie obtient la troisième place du mondial pour sa toute première participation. Le Croate Davor Šuker finit meilleur buteur avec 6 réalisations en 7 matchs. Les Pays-Bas, quant à eux, arrivent pour la troisième fois dans le dernier carré mais contrairement à 1974 et 1978 ils ne parviennent pas en finale.
| 11 juillet 1998                            | Pays-Bas              | 1 - 2   | Croatie                                             | Parc des Princes, Paris                            |                                                    |
| 21 h 0 (UTC+1) · Historique des rencontres | Zenden 22e            | (1 - 2) | 14e Prosinečki (Jarni ) · 36e Šuker (Boban )        | Spectateurs : 45 500 Arbitrage : Epifanio González | Spectateurs : 45 500 Arbitrage : Epifanio González |
| 21 h 0 (UTC+1) · Historique des rencontres | Davids 89e · Jonk 89e | Rapport | 34e Jurčić · 52e Štimac · 69e Asanović · 74e Stanić | Spectateurs : 45 500 Arbitrage : Epifanio González | Spectateurs : 45 500 Arbitrage : Epifanio González |

#### Finale
| Finale                                                | Brésil            | 0 - 3   | France                                                                  | Stade de France, Saint-Denis                  |                                               |
| 12 juillet 1998 · 21 h 00 · Historique des rencontres |                   | (0 - 2) | 27e Zidane (Petit ) · 45+1e Zidane (Djorkaeff ) · 90+3e Petit (Vieira ) | Spectateurs : 80 000 Arbitrage : Saïd Belqola | Spectateurs : 80 000 Arbitrage : Saïd Belqola |
| 12 juillet 1998 · 21 h 00 · Historique des rencontres | Júnior Baiano 33e | Rapport | 39e Deschamps · 48e, 68e Desailly · 56e Karembeu                        | Spectateurs : 80 000 Arbitrage : Saïd Belqola | Spectateurs : 80 000 Arbitrage : Saïd Belqola |

Prenant dès le coup d'envoi le jeu à son compte, la France se rue à l'assaut du but de Cláudio Taffarel. En l'espace de quelques minutes, Stéphane Guivarc'h se retrouve à deux reprises en face à face avec le portier brésilien, tout d'abord à la suite d'un long ballon aérien de Didier Deschamps, puis sur une ouverture de Zinédine Zidane à l'issue d'un travail de Youri Djorkaeff. Mais les deux fois, Guivarc'h ne parvient pas à trouver le cadre. Alors que le match tend à s'équilibrer et que le Brésil réussit quelques dangereuses tentatives de buts dans le camp français, les Bleus remettent la pression sur leur adversaire. Coincé à proximité du poteau de corner, Roberto Carlos concède ainsi un coup de pied de coin évitable à la 27e minute. Tiré par Emmanuel Petit, le corner trouve la tête de Zidane qui ouvre le score. 1-0 pour la France.
Alors que la première mi-temps touche à sa fin, Guivarc'h perd encore un duel face à Taffarel, qui dévie une frappe de l'attaquant auxerrois en corner. Tiré à nouveau par Petit sur le côté droit, le corner est dégagé par la défense brésilienne. Nouveau corner, côté gauche cette fois, tiré par Djorkaeff. Démarqué au beau milieu de la défense brésilienne, sans même avoir à sauter, Zidane inscrit de la tête le deuxième but français. 2-0 pour la France.
Dès l'entame de la seconde période, le sélectionneur brésilien décide de jouer l'attaque à outrance. Milieu de terrain relayeur, Leonardo cède sa place à Denílson, craint pour sa qualité de dribble. De plus en plus pressants, les Brésiliens se créent une nouvelle occasion lorsque, décalé par une transversale de Roberto Carlos, Ronaldo se trouve en position de frapper au but quasiment à bout portant. Mais Fabien Barthez bloque la frappe de l'attaquant brésilien, qui se montrait amorphe depuis le début de la rencontre.
Le sort du match semble près de basculer à la 67e minute avec l'expulsion de Marcel Desailly, le patron de la défense française. Déjà averti quelques minutes plus tôt, Desailly reçoit un second carton jaune synonyme d'exclusion en taclant irrégulièrement Cafu. Aimé Jacquet fait alors sortir Djorkaeff pour le remplacer par un milieu défensif (Patrick Vieira), tandis qu'Emmanuel Petit glisse au poste plus qu'inhabituel pour lui d'arrière central à la place de Desailly. Réduits à dix, les Français subissent les assauts de Brésiliens qui ne parviennent pas à inquiéter les Français, si ce n'est à la suite d'un enchaînement de Denílson dont la frappe touche le haut de la barre transversale de Barthez.
Alors que le temps réglementaire s'achève, Denílson oblige Lilian Thuram à concéder un énième corner côté gauche. Mal tiré, le corner est récupéré par Christophe Dugarry qui peut amorcer la contre-attaque, servant Vieira, qui passe immédiatement à Petit lancé seul vers le but brésilien. La frappe croisée du Français évite Taffarel parti à sa rencontre et termine dans les filets. 3-0 pour les Bleus. Dans le même temps, Petit vient de marquer le 1000e but de l'histoire de l'équipe de France. La France devient championne du monde de football pour la première fois de son histoire.

## Classement et statistiques

### Classement de la Coupe du monde

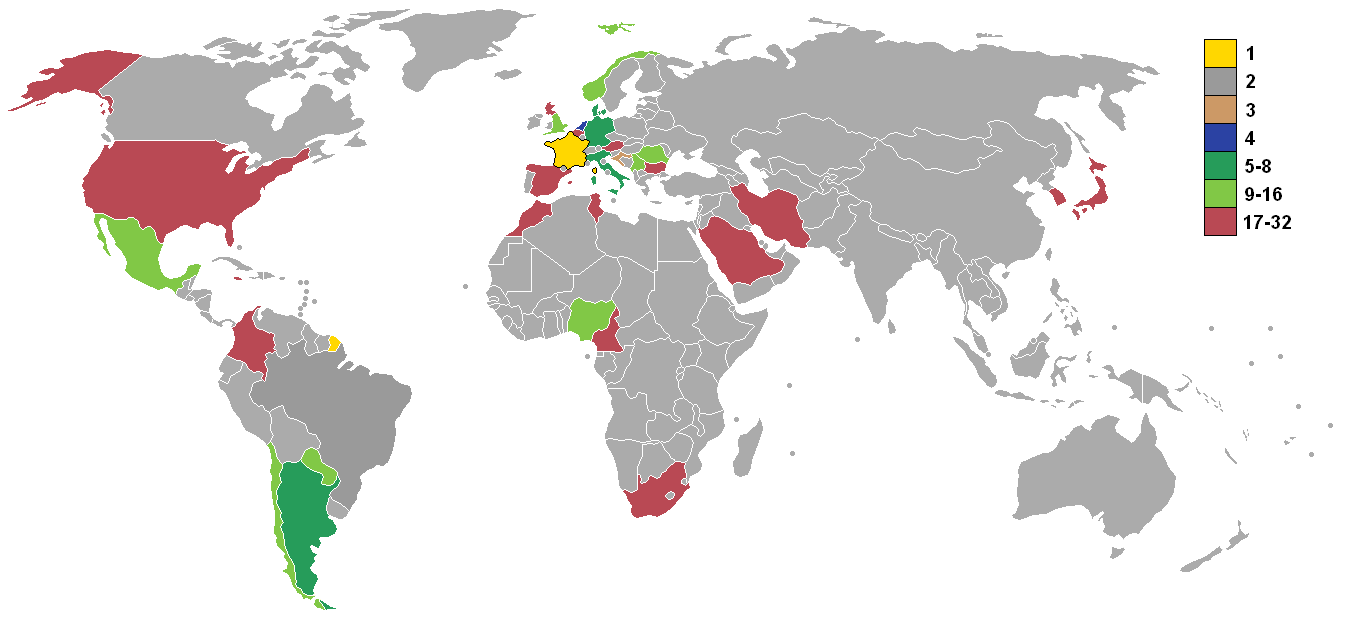
Classement de la Coupe du monde :

- Vainqueur
- Finaliste
- Troisième
- Quatrième
- Quart de finale
- Huitième de finale
- Premier tour
- Non qualifiés
- Pays organisateur

| Place              | Nation         | Stade de la compétition |
| ------------------ | -------------- | ----------------------- |
| Médaille d'or      | France         | Vainqueur               |
| Médaille d'argent  | Brésil         | Finale                  |
| Médaille de bronze | Croatie        | Demi-finale             |
| 4                  | Pays-Bas       | Demi-finale             |
| 5                  | Italie         | Quarts de finale        |
| 6                  | Argentine      | Quarts de finale        |
| 7                  | Allemagne      | Quarts de finale        |
| 8                  | Danemark       | Quarts de finale        |
| 9                  | Angleterre     | Huitièmes de finale     |
| 10                 | RF Yougoslavie | Huitièmes de finale     |
| 11                 | Roumanie       | Huitièmes de finale     |
| 12                 | Nigeria        | Huitièmes de finale     |
| 13                 | Mexique        | Huitièmes de finale     |
| 14                 | Paraguay       | Huitièmes de finale     |
| 15                 | Norvège        | Huitièmes de finale     |
| 16                 | Chili          | Huitièmes de finale     |

| Rang | Équipe          | Stade de la compétition |
| ---- | --------------- | ----------------------- |
| 17   | Espagne         | Premier tour            |
| 18   | Maroc           | Premier tour            |
| 19   | Belgique        | Premier tour            |
| 20   | Iran            | Premier tour            |
| 21   | Colombie        | Premier tour            |
| 22   | Jamaïque        | Premier tour            |
| 23   | Autriche        | Premier tour            |
| 24   | Afrique du Sud  | Premier tour            |
| 25   | Cameroun        | Premier tour            |
| 26   | Tunisie         | Premier tour            |
| 27   | Écosse          | Premier tour            |
| 28   | Arabie saoudite | Premier tour            |
| 29   | Bulgarie        | Premier tour            |
| 30   | Corée du Sud    | Premier tour            |
| 31   | Japon           | Premier tour            |
| 32   | États-Unis      | Premier tour            |

### Ballon d'or du meilleur joueur
Le Ballon d'or Adidas est la récompense attribuée au meilleur joueur de la Coupe du monde. Ce trophée est remporté par Ronaldo à la suite d'un vote des journalistes couvrant le tournoi. Celui-ci occupe pendant la compétition le poste d'attaquant aux côtés de Bebeto, marquant quatre buts en sept rencontres. Dans le jeu, Ronaldo se replace souvent au milieu du terrain puis utilise sa vitesse et sa capacité de dribble pour pénétrer les défenses adverses. Il participe également, notamment par des tacles, à la récupération du ballon en cas de perte de balle de son équipe.
Le Ballon d'argent et le Ballon de bronze désignant respectivement les deuxième et troisième meilleurs joueurs de la compétition sont attribués respectivement au Croate Davor Šuker et au Français Lilian Thuram.
| Place              | Joueur        |
| ------------------ | ------------- |
| Médaille d'or      | Ronaldo       |
| Médaille d'argent  | Davor Šuker   |
| Médaille de bronze | Lilian Thuram |

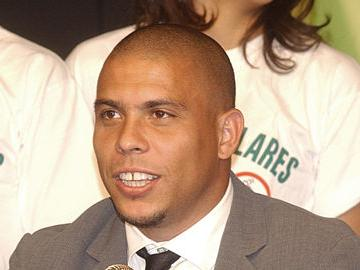
Ronaldo (2005)
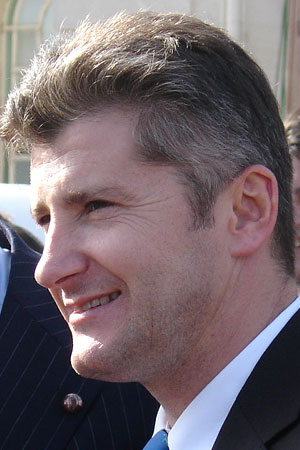
Davor Šuker (2007)
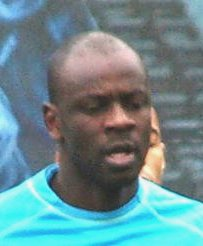
Lilian Thuram (2008)

### Soulier d'or du meilleur buteur
Le Soulier d'or est le trophée attribué au meilleur buteur de la compétition. Le Croate Davor Šuker remporte ce trophée avec six buts. Il inscrit ces six buts, dont un penalty, en disputant l'intégralité des sept rencontres de l'équipe croate. Il évolue aux côtés de Goran Vlaović au sein d'une attaque croate privilégiant le jeu de contre-attaque. Pendant la Coupe du monde, Davor Šuker est capable de décider de l'issue d'un match à lui tout seul par ses qualités de dribble et de contrôle de balle. Grâce à sa faculté à se positionner au bon endroit au bon moment, il est un danger permanent pour l'adversaire.
Davor Šuker devance l'Argentin Gabriel Batistuta et l'Italien Christian Vieri, qui obtiennent tous les deux le Soulier d'argent en ayant marqué cinq buts au cours de la compétition.
| Place             | Joueur            | Buts marqués | Matches joués | Minutes jouées | Penalty |
| ----------------- | ----------------- | ------------ | ------------- | -------------- | ------- |
| Médaille d'or     | Davor Šuker       | 6            | 7             | 630            | 1       |
| Médaille d'argent | Gabriel Batistuta | 5            | 5             | 428            | 2       |
| Médaille d'argent | Christian Vieri   | 5            | 5             | 431            | 0       |
| 4                 | Luis Hernández    | 4            | 4             | 360            | 0       |
| 4                 | Ronaldo           | 4            | 7             | 660            | 1       |
| 4                 | Marcelo Salas     | 4            | 4             | 360            | 0       |
| 7                 | Bebeto            | 3            | 7             | 521            | 0       |
| 7                 | Dennis Bergkamp   | 3            | 7             | 535            | 0       |
| 7                 | Oliver Bierhoff   | 3            | 5             | 450            | 0       |
| 7                 | Thierry Henry     | 3            | 6             | 367            | 0       |
| 7                 | Jürgen Klinsmann  | 3            | 5             | 450            | 0       |
| 7                 | Rivaldo           | 3            | 7             | 657            | 0       |
| 7                 | César Sampaio     | 3            | 6             | 533            | 0       |

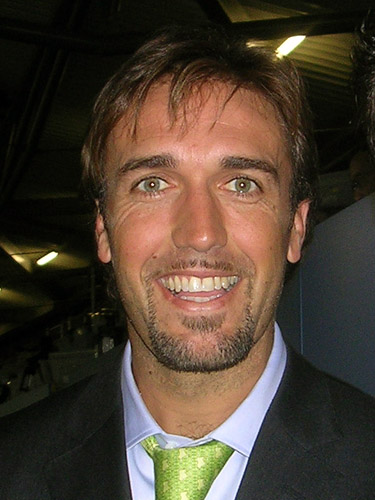
Gabriel Batistuta (2006)
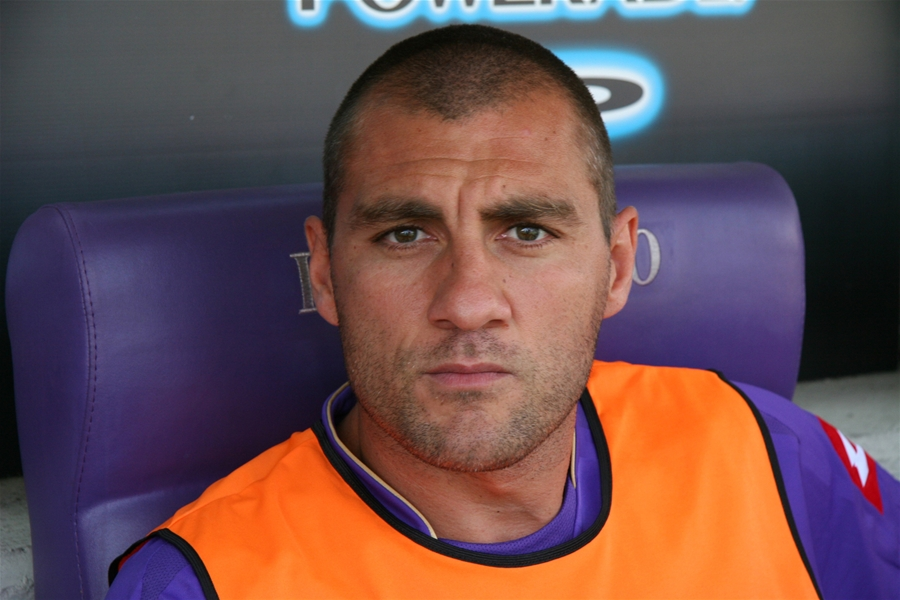
Christian Vieri (2007)

### Liste des buteurs
| 6 buts - Davor Šuker (dont 1 pénalty) 5 buts - Gabriel Batistuta (dont 2 pénaltys) - Christian Vieri 4 buts - Ronaldo - Marcelo Salas - Luis Hernández (dont 1 pénalty) 3 buts - Oliver Bierhoff - Jürgen Klinsmann - Bebeto - Rivaldo - César Sampaio - Thierry Henry - Dennis Bergkamp 2 buts - Shaun Bartlett (dont 1 pénalty) - Michael Owen - Alan Shearer (dont 1 pénalty) - Ariel Ortega - Marc Wilmots - Robert Prosinečki | - Brian Laudrup - Fernando Hierro (dont 1 pénalty) - Fernando Morientes - Emmanuel Petit - Lilian Thuram - Zinédine Zidane - Roberto Baggio (dont 1 pénalty) - Theodore Whitmore - Salaheddine Bassir - Abdeljalil Hadda - Ricardo Peláez - Phillip Cocu - Ronald de Boer - Patrick Kluivert - Viorel Moldovan - Slobodan Komljenović 1 but - Benedict McCarthy - Andreas Möller - Darren Anderton - David Beckham - Paul Scholes - Sami al-Jaber (dont 1 pénalty) - Youssef al-Thuniyan (dont 1 pénalty) - Claudio López - Javier Zanetti - Andreas Herzog (dont 1 pénalty) - Toni Polster - Ivica Vastić | - Luc Nilis - Emil Kostadinov - Patrick Mboma - Pierre Njanka - Léider Preciado - Ha Seok-ju - Yoo Sang-chul - José Luis Sierra - Robert Jarni - Mario Stanić - Goran Vlaović - Thomas Helveg - Martin Jørgensen - Michael Laudrup (dont 1 pénalty) - Peter Møller - Allan Nielsen - Marc Rieper - Ebbe Sand - Craig Burley - John Collins (dont 1 pénalty) - Luis Enrique - Kiko - Raúl - Brian McBride - Laurent Blanc - Youri Djorkaeff (dont 1 pénalty) - Christophe Dugarry - Bixente Lizarazu - David Trezeguet | - Hamidreza Estili - Mehdi Mahdavikia - Luigi Di Biagio - Robbie Earle - Masashi Nakayama - Mustapha Hadji - Cuauhtémoc Blanco - Alberto García Aspe (dont 1 pénalty) - Mutiu Adepoju - Tijjani Babangida - Victor Ikpeba - Sunday Oliseh - Wilson Oruma - Dan Eggen - Håvard Flo - Tore André Flo - Kjetil Rekdal (dont 1 pénalty) - Celso Ayala - Miguel Ángel Benítez - José Cardozo - Edgar Davids - Marc Overmars - Pierre van Hooijdonk - Boudewijn Zenden - Adrian Ilie - Dan Petrescu - Skander Souayah (dont 1 pénalty) - Siniša Mihajlović - Predrag Mijatović - Dragan Stojković |

| Contre son camp (csc) - Pierre Issa (but pour la France) - Georgi Bachev (but pour l'Espagne) | - Tom Boyd (but pour le Brésil) - Andoni Zubizarreta (but pour le Nigeria) | - Youssef Chippo (but pour la Norvège) - Siniša Mihajlović (but pour l'Allemagne) |  |

### Récompenses annexes

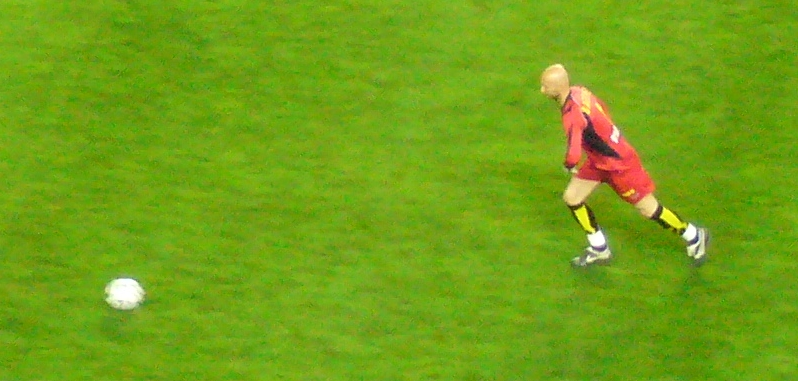
Fabien Barthez, lauréat du prix Lev Yachine

Lors de cette Coupe du monde, deux autres trophées sont décernés à titre individuel et deux autres le sont à titre collectif.
Le prix Lev Yachine du meilleur gardien de but est attribué au Français Fabien Barthez. Il remporte ce prix en encaissant deux buts en sept matchs. Le prix du but le plus rapide est remporté par le Paraguayen Celso Ayala pour avoir marqué après 45 secondes contre le Nigeria dans le dernier match du groupe D, le 24 juin.
Le prix du fair-play est attribué par la FIFA conjointement à l'Angleterre et à la France. Ces deux équipes totalisent 828 points et devancent les sélections de Norvège (822 points) et du Brésil (816 points). L'équipe de France est également lauréate du prix de l'équipe la plus spectaculaire du tournoi.
| Prix                         | Lauréat(s)        |
| ---------------------------- | ----------------- |
| Meilleur gardien             | Fabien Barthez    |
| But le plus rapide           | Celso Ayala       |
| Prix du fair-play            | Angleterre France |
| Équipe la plus spectaculaire | France            |

### Statistiques
32 équipes participent à la Coupe du monde et 174 à la phase qualificative de la compétition.
Un total de 171 buts sont marqués à l'occasion des 64 rencontres disputées, ce qui donne une moyenne de 2,67 buts inscrits par match devant 43 366 spectateurs par rencontre (2 775 400 au total). La rencontre la plus riche en buts est le match du groupe D du premier tour gagné 6-1 par l'Espagne contre la Bulgarie. 18 penaltys sont accordés.
Sur les 64 rencontres, 45 sont des victoires, 19 des matchs nuls dont trois se terminant aux tirs au but (France/Italie, Argentine/Angleterre et Brésil/Pays-Bas). 1 seule rencontre se termine par un but en or (France/Paraguay en 1/8). Laurent Blanc (FRA) devient à cette occasion, le 1er buteur en Coupe du monde lors d'un match se terminant sur un but en or.
Thierry Henry (France-Afrique du Sud) et Slobodan Komljenović (Yougoslavie-États-Unis) inscrivent respectivement le 1600e et 1700e but de l'histoire de la Coupe du monde de football. Le participant le plus grand est le gardien jamaïquain Donovan Ricketts (1,98 m) et le plus petit l'attaquant colombien Antony de Ávila (1,60 m). Le joueur le plus âgé est l'Écossais Jim Leighton (39 ans) et le plus jeune Samuel Eto'o (17 ans).
Trois équipes sont restées invaincues durant leur parcours dans la compétition, il s'agit logiquement de la France mais aussi de la Belgique (trois matchs nuls) et de l'Italie (éliminée aux tirs-au-but).
C’est la deuxième fois qu’une équipe remporte la Coupe du monde après avoir manqué les deux éditions précédentes depuis l’Uruguay en 1950 (qui n’avait toutefois pas pris part aux éliminatoires des éditions 1934 et 1938).

## Aspects socio-économiques

### Manifestations autour de l'événement: spectacle des géants
Le 9 juin 1998, à la veille du premier match de la Coupe du monde, une procession de quatre géants dans les rues de Paris est organisée par Jean-Pascal Lévy-Trumet, avec retransmission télévisée de plus de quatre heures sur TF1. Chaque personnage d'environ vingt mètres de hauteur représente un continent : Ho pour l'Asie, Moussa pour l'Afrique, Pablo pour l'Amérique et Roméo pour l'Europe,,
.
Le spectacle est un fiasco télévisuel à cause de la vitesse trop lente (2 km/h) et la fête n'obtient pas la mobilisation escomptée (200 000 spectateurs au lieu d'un million attendus). Le quotidien Libération titre « Un défilé de poupées gonflantes ».
Les armatures des géants sont recyclées rapidement. Le journal Le Monde enquête en 2002 pour retrouver les têtes pesant chacune un peu moins d'une demi-tonne. Celle volée de Ho est brûlée dans le 13e arrondissement de Paris pendant l'été 1998. Le devenir de celle de Moussa est inconnu après la faillite d'une entreprise normande qui l'a récupérée, la mairie de Drancy n'ayant pas les 30 000 euros nécessaires pour réparer les dégâts et l'installer au lycée Delacroix, après qu'elle a été déposée dans la commune par des voleurs. Le chef de Pablo se trouve en 2002 sur une propriété privée aux Loges-en-Josas. Exposée un mois sur le parking d'un centre commercial à Moisselles, la tête de Roméo est installée à Soisy-sous-Montmorency, l'équipe de football locale ayant remporté le tournoi dont elle était le prix,.

### Monnaies commémoratives
Douze pièces de 10 francs à 500 francs en métal précieux, dont onze œuvres de Joaquin Jimenez, ont été frappées en 1998 pour la Coupe du monde de football.

### Timbres-poste

Timbre allemand sur la Coupe du monde, émis le 5 février 1998

Pour annoncer la Coupe du monde, La Poste émet treize timbres-poste commémoratifs créés par l'illustrateur Louis Briat. En décembre 1995, un timbre représente un terrain de football et le logotype de l'événement.
En trois émissions en 1996 et 1997, chacune des dix villes dont les stades accueillent des matches de la Coupe ont droit à un timbre aux couleurs de leur équipe de football, montrant une action de jeu. Les dix timbres sont repris en un bloc-feuillet en janvier 1998, organisés autour d'une photographie aérienne du Stade de France.
Le 2 mars 1998, est émis le premier timbre de France de forme ronde : un ballon bleu sur un patchwork de drapeaux du monde. Ce timbre est réémis avec la mention « Champion du monde FRANCE » dans les jours qui suivent la finale.

### Slogan
Le slogan de la Coupe du monde 1998 est le suivant :

« C’est beau un monde qui joue »

Il exprime la philosophie de l'organisateur qui privilégie « l’esthétique » du jeu « par rapport à la taille » de l'événement.

### Musique officielle
La chanson officielle de France 98 est La copa de la vida interprétée par Ricky Martin.
L'hymne officiel, quant à lui, s'intitule La Cour des grands et est interprété par la chanteuse belge Axelle Red et le chanteur sénégalais Youssou N'Dour. Ils ont chanté ce titre le 4 décembre 1997 lors du tirage au sort à Marseille et à nouveau lors de la cérémonie d'ouverture le 10 juin 1998 au Stade de France.

### Couverture médiatique

Logo de TVRS 98, radiodiffuseur du tournoi

Les images et le son de la compétition sont fournies aux télévisions et radios par la société TVRS 98, radiodiffuseur du tournoi.
En France, Radio France a créé à l'instigation de Gilbert Denoyan et sous la direction de Jean Morzadec et Jacques Vendroux une station éphémère dédiée, 98 Radio France.
Les rencontres de la Coupe du monde sont retransmises dans 200 pays. Ce sont 818 photographes qui sont accrédités pour le tournoi. À chaque rencontre, une tribune est réservée aux médias. Le nombre de places qui leur est accordé atteint son maximum pour la finale, où 1 750 reporters et 110 commentateurs de télévision sont présents en tribune.

### Sponsoring

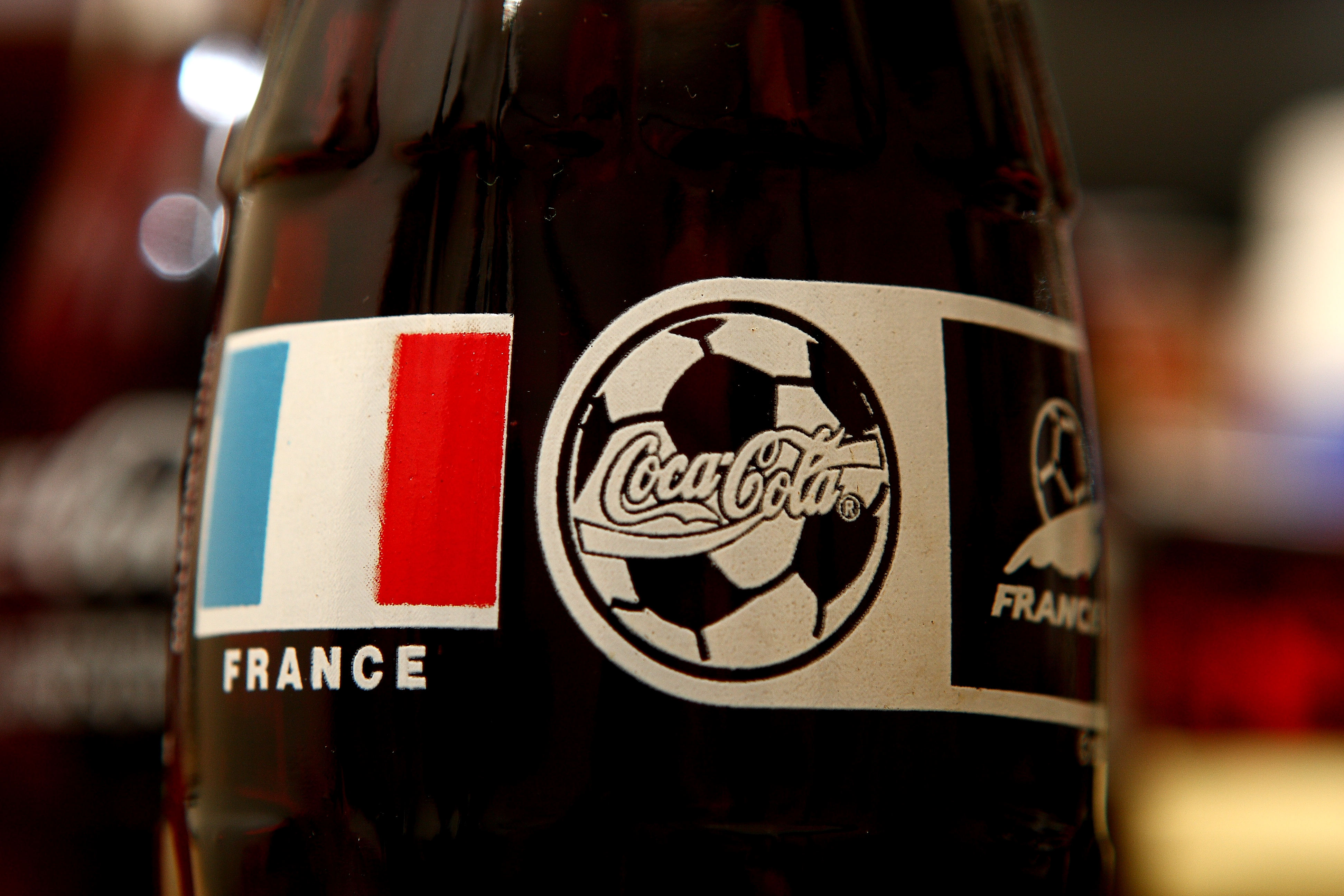
Coca-Cola est sponsor de la Coupe du monde 1998.

Entreprises partenaires officiels de la Coupe du monde

La FIFA a un partenaire marketing, ISL Worldwide, qui s'occupe des activités commerciales autour de la Coupe du monde 1998.

### Honneurs

#### Soirée du 12 juillet 1998
Il a été estimé qu'un million et demi de personnes, se sont rassemblées spontanément sur les Champs-Élysées le 12 juillet au soir après la victoire de la France sur son terrain en finale de la coupe du monde (3 à 0 contre le Brésil). Cette soirée a cependant été endeuillée par un grave accident de la circulation, une voiture s'étant retrouvée immobilisée au milieu de la foule car l'avenue n'avait pas été fermée à la circulation à tous les endroits. La conductrice, de santé mentale instable et ayant cédé à une crise d'angoisse, a paniqué et est partie en trombe dans la foule, blessant 80 personnes, dont 11 gravement. L'une d'entre elles, un directeur de société tchèque est décédé des suites de ses blessures. Une autre « voiture folle » a fait une dizaine de victimes sur les Champs-Élysées, ce soir là, elle était conduite par un avocat anglais ivre qui fut incarcéré 6 jours. Les Champs-Élysées se sont alors transformés en hôpital de campagne vers 3 heures du matin et ont été désertés.

#### Hommage aux bleus le 13 juillet 1998
Le 13 juillet 1998, lendemain de la finale, plus de 500 000 personnes sont venues rendre hommage aux Bleus remontant l'avenue des Champs-Élysées dans un bus à impériale.

#### Les Yeux dans les Bleus
Un film documentaire relate la vie de groupe des joueurs de l'équipe de France de football à la Coupe du monde 1998. Le nom du documentaire est Les Yeux dans les Bleus et fait référence au surnom de l'équipe de France de football, les « Bleus ». Le film est réalisé par Stéphane Meunier, qui partage et filme à l'aide d'une petite caméra la vie du groupe de l'équipe de France pendant toute la compétition.

#### France 98 et matchs commémoratifs de 2008 et 2018
L'association France 98 est créée après la victoire de l'équipe de France. Elle regroupe la plupart des joueurs de l'équipe victorieuse de la Coupe du monde 1998 et joue des matchs à vocation caritative.
Pour fêter le dixième anniversaire de la victoire française en Coupe du monde, une rencontre est organisée entre l'équipe France 98 et une sélection mondiale. La tenue d'un remake de la finale entre la France et le Brésil ne peut se faire parce que la sélection brésilienne ne souhaite pas « revivre le cauchemar » de 1998.
Le match entre France 98 et la sélection mondiale a lieu au Stade de France devant 78 000 spectateurs, dix ans jour pour jour après le sacre de 1998,. L'équipe France 98 est dirigée par Aimé Jacquet et comprend tous les champions du monde 1998 sauf Emmanuel Petit qui refuse de participer à l'événement. L'équipe du reste du monde est dirigée par Arsène Wenger et Hristo Stoitchkov. La rencontre se termine sur le score de 3-3 avec notamment trois buts marqués dans les toutes dernières minutes de la partie.
Le 15 juillet 2018 soit 20 ans après, l’équipe de France remporte la Coupe du monde en Russie avec pour sélectionneur Didier Deschamps qui était capitaine lors de la victoire de 1998, il devient alors le troisième joueur à remporter la compétition en tant que joueur et en tant que sélectionneur.
| Match de gala        | France 98                                                       | 3–3   | Sélection mondiale                                                 | Stade de France, Saint-Denis                      |                                                   |
| 12 juillet 2008 21 h | Zinédine Zidane 66e · Ludovic Giuly 89e · Bernard Diomède 90+1e | (0–1) | Emilio Butragueño 25e · Pedro Miguel Pauleta 70e · Davor Šuker 90e | Spectateurs : 78 000 Arbitrage : Hervé Piccirillo | Spectateurs : 78 000 Arbitrage : Hervé Piccirillo |
| 12 juillet 2008 21 h | (rapport lequipe.fr)                                            |       |                                                                    | Spectateurs : 78 000 Arbitrage : Hervé Piccirillo | Spectateurs : 78 000 Arbitrage : Hervé Piccirillo |

| Match de Légende        | France 98                                                     | 3-2   | Sélection Fifa 98                            | Paris La Défense Arena, Nanterre |  |
| Mardi 12 juin 2018 21 h | Thierry Henry 22e · Zinedine Zidane 50e · Vincent Candela 67e | (1-1) | Fernando Morientes 18e · Gaizka Mendieta 60e |                                  |  |

### Effet Mondial?
Un « effet Mondial » a souvent été évoqué, notamment pour qualifier l'impact positif sur l'économie de la France (dopage de la croissance et amélioration du moral des ménages), mais des études rétrospectives ont montré l'absence de « miracle économique » et attribuent même ce supposé effet économique à « une construction médiatique ». L'effet ponctuel est cependant indéniable : « La presse sportive augmente sa diffusion et les droits télévisés connaissent une inflation qui profite aux clubs professionnels dont le nombre d'abonnés et de spectateurs vient d'augmenter, sans oublier les effets bénéfiques sur les partenaires des Bleus (marques) ».
Les retombées sportives sont transitoires puisque « les clubs de jeunes accueillent un mini baby-boom avec une augmentation de 12 % de licenciés ».
L'impact sociologique de cet « effet Mondial » relève également du mythe. Le sociologue Karim Souanef montre comment les journalistes français se sont unis pour refléter un sentiment de concorde nationale, une France « Black Blanc Beur » qui devait réconcilier deux France séparées et être « représentative de la France des provinces, des DOM-TOM et de l'ancien empire colonial ». Cette interprétation journalistique, révélatrice de la « desportivisation » de l'information au profit de la surpolitisation de cet événement footballistique, s'est faite selon Souanef par un « usage intensif et collectif de représentations stéréotypées tendant à imposer de nouveaux schèmes de représentations à l’opinion publique ». Pour Dominique Sopo, président de SOS Racisme, le gouvernement Jospin « aurait pu se servir de cette victoire en Coupe du monde comme d'un levier, pas simplement comme d'un cache-sexe montrant une belle image de la France à vendre aux touristes » mais les pouvoirs publics n'ont eu aucune politique volontariste pour capitaliser cet élan. Sopo estime que continuer à parler d' « effet Mondial » relève d'une forme d'escroquerie. Selon Gilles Clavreul, « penser qu'une équipe de France diverse par ses origines va rendre la société plus harmonieuse et plus tolérante relève de la pensée magique » car le sport de haut niveau n’est pas représentatif de la société : « une équipe nationale, c'est la conjonction de talents individuels hors normes, de parcours où la chance a sa part (…) et d’un système de formation, d’entraînement, de sélection et de compétition qui repose à la fois sur des acteurs publics, des clubs, des investisseurs, etc. ». Le professeur de philosophie Éric Deschavanne voit pour sa part des valeurs intégratrices dans le football, estimant que « l’équipe de France de foot est devenue un vecteur d’identification nationale, et qu’elle représente en conséquence un symbole de la communauté nationale », et que « le 12 juillet 1998 incarne le rêve français de l’intégration réussie,. À l'inverse, l'essayiste spécialiste du sport Marc Perelman analyse la victoire comme une « footballisation » de la société et non comme une lutte antiraciste grâce au football. Si la « footballmania » envahit la structure même de l'État, les idées d'universalité et d'égalité sont selon lui loin d'être servies par ce sport qui ne joue aucun rôle pour endiguer le racisme « qui dévore la société française ». Selon l'historien Frédéric Attal, les effets bénéfiques sur l'intégration n'ont pas eu lieu sans doute parce que n'était pas dissipée l'ambivalence, « entre valorisation des identités particulières ou au contraire fusion dans un collectif qui fasse abstraction de ces différences ».
Les retombées politiques sont également ponctuelles. L'effet transitoire sur les problèmes de l'extrême droite française sont résumés dans un dessin politique de Plantu publié dans L'Express après cette victoire : « pendant que l'équipe de France black-blanc-beur chante la Marseillaise et que le peuple français acclame Thuram, Zidane et Karembeu, un collaborateur console Le Pen en disant : « Ne pleure pas, Jean-Marie ! Si ça se trouve, la finale du prochain Mondial, ce sera peut-être Nigeria-Cameroun, » sur quoi Le Pen, tombe de sa chaise à la renverse ». L'« effet Mondial » a également un impact éphémère sur l'opinion des français à l'égard de l'exécutif : le président de la République Jacques Chirac regagne immédiatement 15 points de cote de popularité, le Premier Ministre Lionel Jospin 10 points,.